# Harrier
A Harrier függőleges fel- és leszállásra képes, egyhajtóműves vadászrepülőgép, melyet eredetileg az Egyesült Királyságban fejlesztettek ki, később az Egyesült Államokban is gyártottak. Több ország haditengerészete is üzemben tartja. Meghatározó szerepet játszott a Falkland-szigeteki háborúban, Norman Schwarzkopf tábornok pedig az öbölháború megnyeréséhez nélkülözhetetlen kilenc fegyver egyikének nevezte. Emellett bevetették a délszláv, az iraki és az afganisztáni háborúban is.
Bár a gép képes a függőleges fel- és leszállásra egyaránt, üzemanyagtakarékossági okokból – a hatótávolságának növelése érdekében – az esetek többségében STOL (Short Take-Off and Landing – rövid távú fel- és leszállás), vagy még gyakrabban STOVL (Short Take-Off and Vertical Landing – rövid távú felszállás és függőleges leszállás) üzemmódot alkalmaznak. A repülőgépet a jelenleg még csak kis számban gyártott, szintén függőleges fel és leszállásra képes F–35B Lightning II vadászbombázóval kezdték el leváltani.

## Története

### A korai előzmények
A repülőterektől függetlenül üzemeltethető, helyből felszálló repülőgépek megépítésének ötlete először a második világháború vége felé, a bombázásoktól sújtott Németország repülőgép-tervezőinek fejében fogant meg, de ezen tervek papíron maradtak. A háború után a sugárhajtóművek elterjedésével több országban is megkezdődtek a kísérletek ilyen repülőeszközök létrehozására.

#### TMR

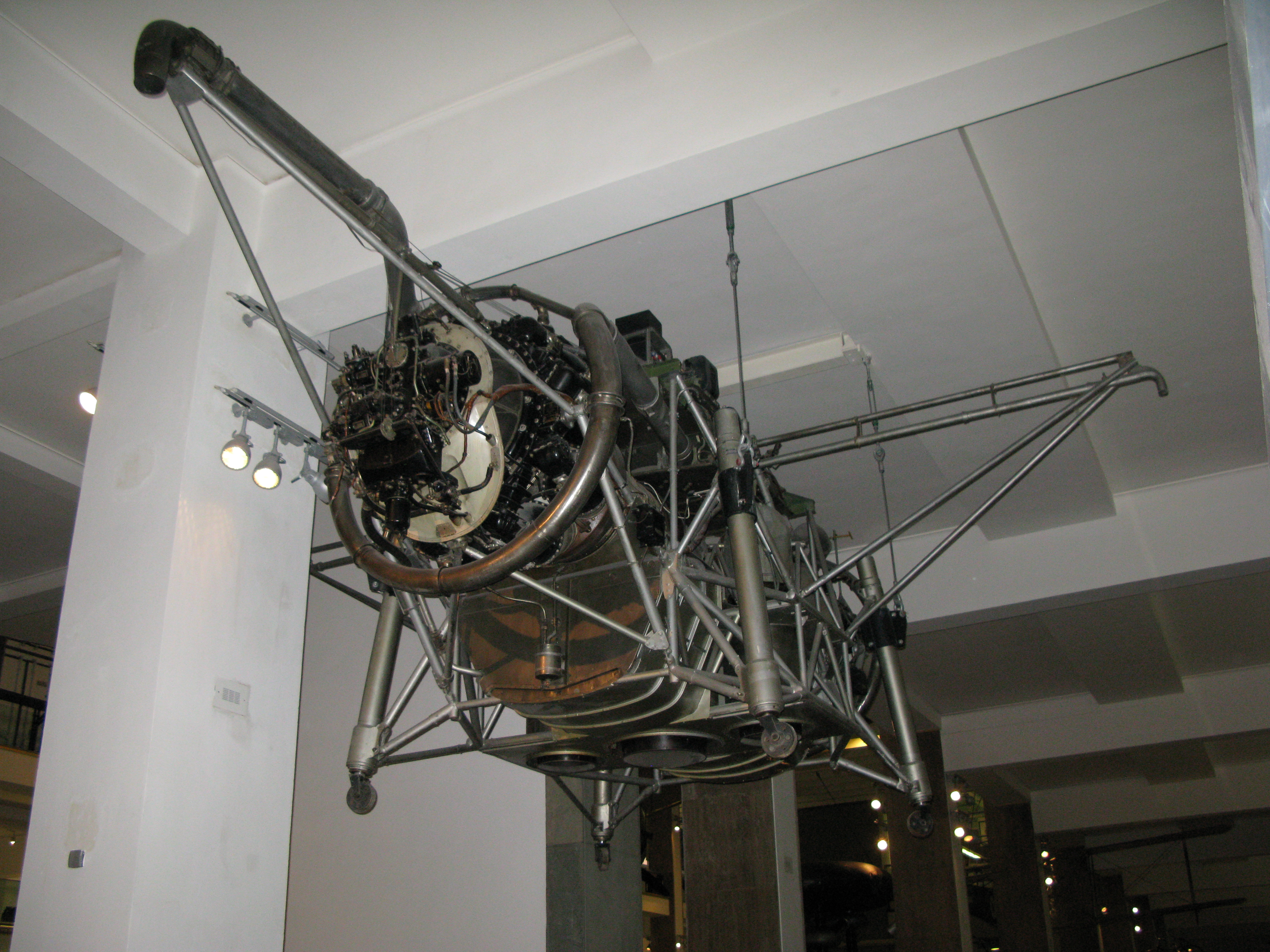
A TMR, immár múzeumban

Angliában a Rolls-Royce két Nene hajtómű felhasználásával megépítette a TMR (Thrust Measuring Rig – Tolóerőmérő Eszköz) kísérleti repülőszerkezetet, mellyel a függőleges lebegést és az eközbeni kormányzás lehetőségét vizsgálták.
A két hajtómű egy szárnyak nélküli, rácsos szerkezet alján, egymással szemben volt beépítve, fúvócsöveiket lefelé irányították, az egyensúlyozást két, a szerkezetből kinyúló cső végén levő fúvócső végezte a hajtóművek tolóerejének megcsapolásával. Kötött lebegési tesztek után először 1954. augusztus 3-án repült szabadon, de rövidesen balesetet szenvedett, megölve a pilótát is. A második példány 1957-re készült el, de rövidesen az is összetört.

#### Short SC.1

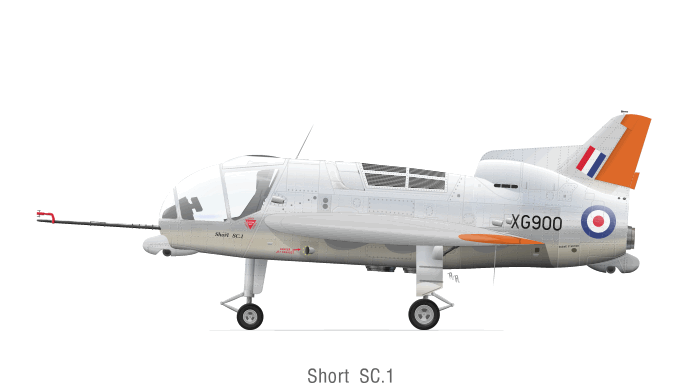
A Short SC.1 oldalnézete. A törzs tetején látható a négy függőleges hajtómű levegő-beömlőnyílása, a függőleges vezérsík tövében az ötödiké. A hosszan előrenyúló rúdon helyezték el a Pitot-csövet és az állásszögadókat, így ezek a berendezések a repülőgéptől távol, légörvényektől mentesen mérhetik a légáramlás paramétereit.

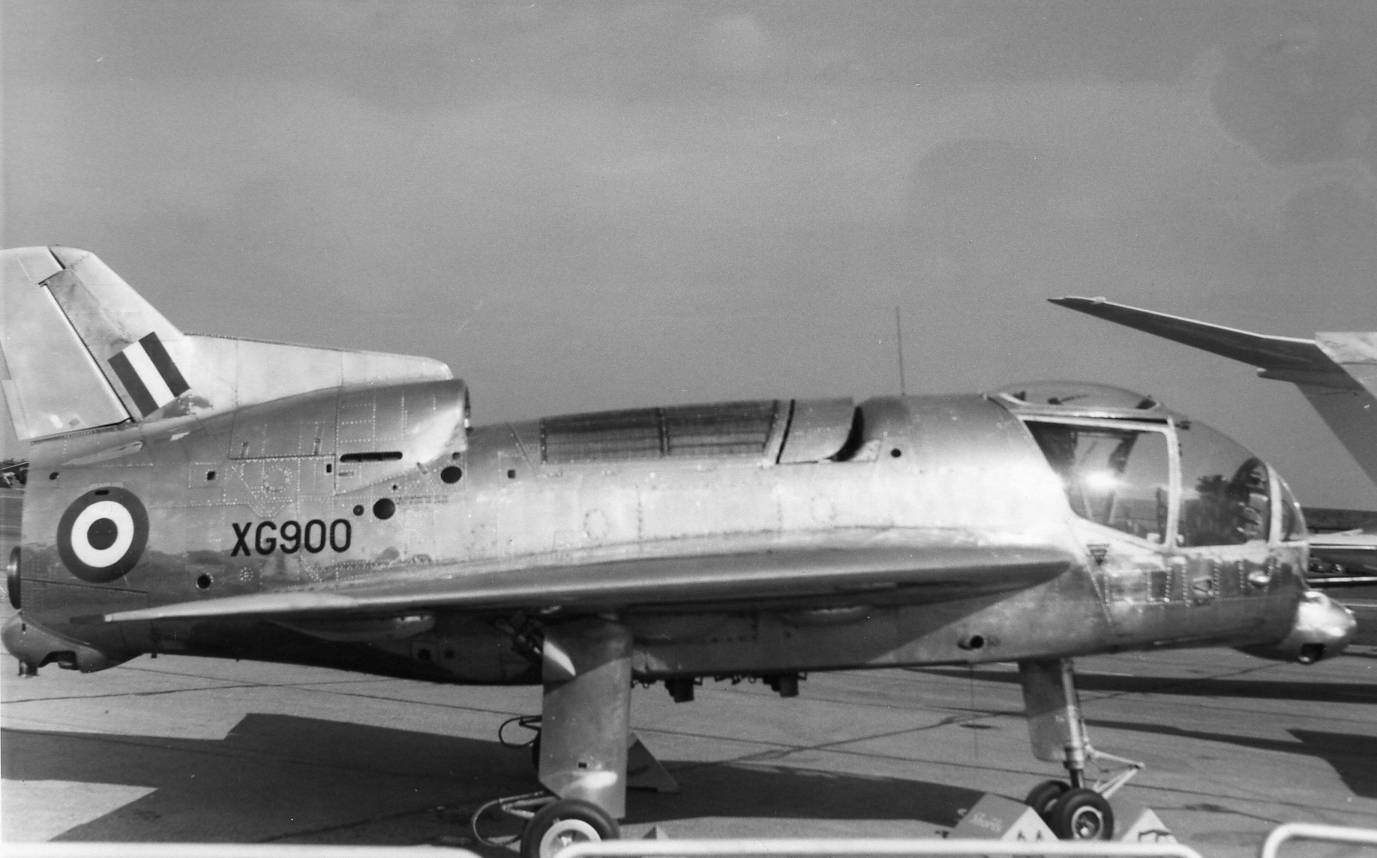
A Short SC.1 1961-ben Farnborough-ban

A brit hajtóműgyártás egyik vezéralakja, Dr. Alan A. Griffiths már 1941-ben azzal az ötlettel állt elő, hogy a repülőgép függőleges felemelkedéséhez különálló, kis tömegű, de nagy tolóerejű emelőhajtóművet kell a repülőgépbe függőlegesen beépíteni, amely csak fel- és leszálláskor üzemel. 1955-re készült el a Rolls-Royce RB.108 hajtóműve, amely 122 kilogrammos tömege ellenére mintegy (920 kilogrammnak megfelelő) 9,0 kN erőt tudott kifejteni. A hozzá tartozó repülőgép kifejlesztésének jogát a Short Brothers nyerte el. A deltaszárnyú repülőgép törzsének közepébe függőlegesen négy ilyen hajtóművet építettek be, a törzs végébe egy ötödiket, amely a vízszintes haladáshoz szükséges tolóerőt biztosította. A két megépült példány közül az első 1957. április 2-án repült először, még a függőlegesen beépített hajtóművek nélkül, vízszintesen felszállva. Az első (kipányvázott) lebegési teszteket 1958. május 26-án, az első szabad lebegést az év október 25-én hajtották végre. A berepülési program egészen 1964-ig tartott (1963-ban az egyik prototípus lezuhant, a pilóta meghalt, de a gépet kijavították), és bebizonyította a VTOL koncepció életképességét.

#### A Gyroptere és a BE.63
Michael Wibault, a világháború előtt híressé vált francia konstruktőr 1956-ban szokatlan katonai repülőgépet tervezett: a repülőgép törzsének hátsó részébe tervezett egy gázturbinát, mely a megtermelt energiával – egy tengely és megfelelő áttételek közvetítésével – négy centrifugálventilátort hajtott volna, és ezeket elforgatva, a felgyorsított levegőt lefelé és hátrafelé is ki lehetett volna fújni, így egyazon hajtóművel megtermelve a lebegéshez és a repüléshez kellő tolóerőt, tömeget lehetett volna megspórolni. A terv végül különféle kerülőutakon (egy párizsi székhelyű, a fegyverek fejlesztését támogató NATO-szervezet, az MWDP, a Mutual Weapons Development Program, azaz Közös Fegyverfejlesztési Program közvetítésével) eljutott Kármán Tódorig, az aerodinamika nagynevű szakértőjéig. Kármánnak az elképzelés nagyon tetszett, és a támogatásával elküldték az elképzelést a Bristol Aero Engines cégnek, amelynek technikai igazgatója, Sir Stanley Hooker vezetésével egy kisebb csoport vizsgálta a terv életképességét, és bár az alapkoncepciót elegánsnak, de egyúttal túl bonyolultnak is tartották, ezért dolgozni kezdtek hátrányai kiküszöbölésén.
A munka gyümölcse a BE.48 hajtómű lett. A bonyolult áttételek és ventilátorok helyett a hajtómű kisnyomású kompresszorát jelentősen megnövelték, és belőle a levegő egy részét egy le- vagy hátrafordítható fúvócsövön át vezették el, miközben a hajtóműből a kiáramló égéstermékek a hagyományos módon tolóerőt szolgáltattak a vízszintes repüléshez. A következő, BE.52 jelű változatnál merült fel, hogy a hátra irányuló fúvócsövet lefelé is el lehessen fordítani. A végső, BE.53 hajtóműnél a kisnyomású turbina és kompresszor forgási irányát megváltoztatták a nagynyomású részhez képest, így kiküszöbölték a precessziót, amely a turbina forgórészével ellentétes irányba akarta volna a repülőgépet elfordítani. Ezen változat felépítése lényegében megegyezik a Harrieren használt Pegasus hajtóműével.
A végeredmény 1957-ben elkerült Sir Sydney Cammhez, a Hawker nagy hírű főkonstruktőréhez, a Hurricane és más ismert repülőgépek tervezőjéhez, aki megkezdte egy repülőgép tervezését a hajtómű köré.

### P.1127

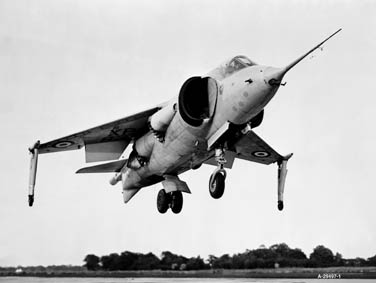
A P.1127 lebegés közben, már nyilazott szárnyakkal

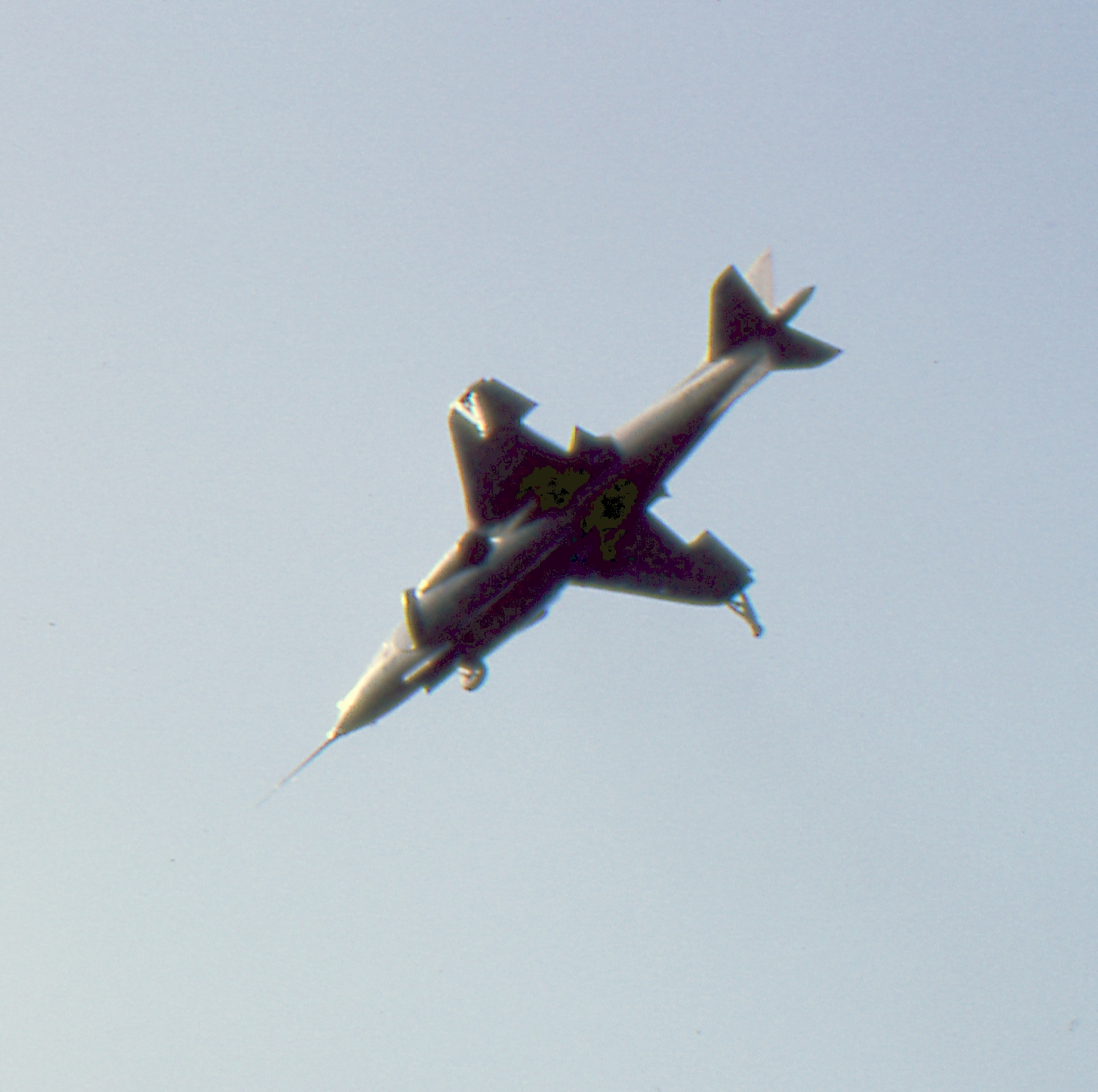
A P.1127 XV972-es számú példánya Farnborough-ban, 1962. szeptember 8-án

1957-ben szó sem lehetett vadászrepülőgépről, mert az akkori védelmi miniszter, Duncan Sandys vezetésével ekkortájt döntötték el, hogy a háborúk megvívásához ember vezette repülőgépek helyett csak különféle rakétákra lesz szükség, ami a RAF által rendszerben tartott repülőgépek számának drasztikus csökkentéséhez vezetett. Több harci repülőgép fejlesztési programját leállítottak, így a P.1127 eredetileg futárgép lett. Háromszemélyes, egyenes szárnyú konstrukció volt, a hajtóművet, mely ekkor kapta a Pegasus nevet, a törzs alján helyezték el. A hátsó fúvócsövet átalakították, ez hasonlóvá vált az első kettőhöz: kettéosztották és elforgathatóvá tették. A brit kormányt a repülőgép így sem érdekelte, de szerencsére az MWDP hajlandó volt a fejlesztési költségek háromnegyedét kifizetni, így a Hawker, részben a saját kockázatára, képessé vált a prototípus megépítésére, ez abban az időben sokkal olcsóbb volt, mint manapság. A repülőgépet ekkor már az MWDP a G.91 Gina olasz fejlesztésű könnyű harci repülőgép leváltására szánta. 1959-ben sikerült keresztülvinni a brit kormánynál is a tervet, elsősorban a RAF vezetőinek támogatásával.
Az első, XP831 lajstromjelű prototípus 1960. augusztus 31-én kezdte a földi teszteket, kipányvázva október 21-én lebegett először, ez a próba mindjárt kisebb, könnyen javítható sérüléssel végződött, november 19-én már az első szabad lebegésre is sort kerítettek a még mindig nagyon gyenge, 44 kN tolóerejű hajtóművel. 1961 márciusára a berepülési programba bekapcsolódott a második, XP836 jelű prototípus is, amely még ez év decemberében vízszintes repülés közben meghibásodott és lezuhant. A berepülési programba négy újabb repülőgép kapcsolódott be (XP972, XP976, XP980, XP984), melyek nagyobb tolóerejű hajtóműveket kaptak (Pegasus 3: 60,1 kN és Pegasus 5: 66,7 kN). 1963 februárjában elvégezték az első tengeri teszteket is, a HMS Ark Royal repülőgép-hordozón.

### Kestrel

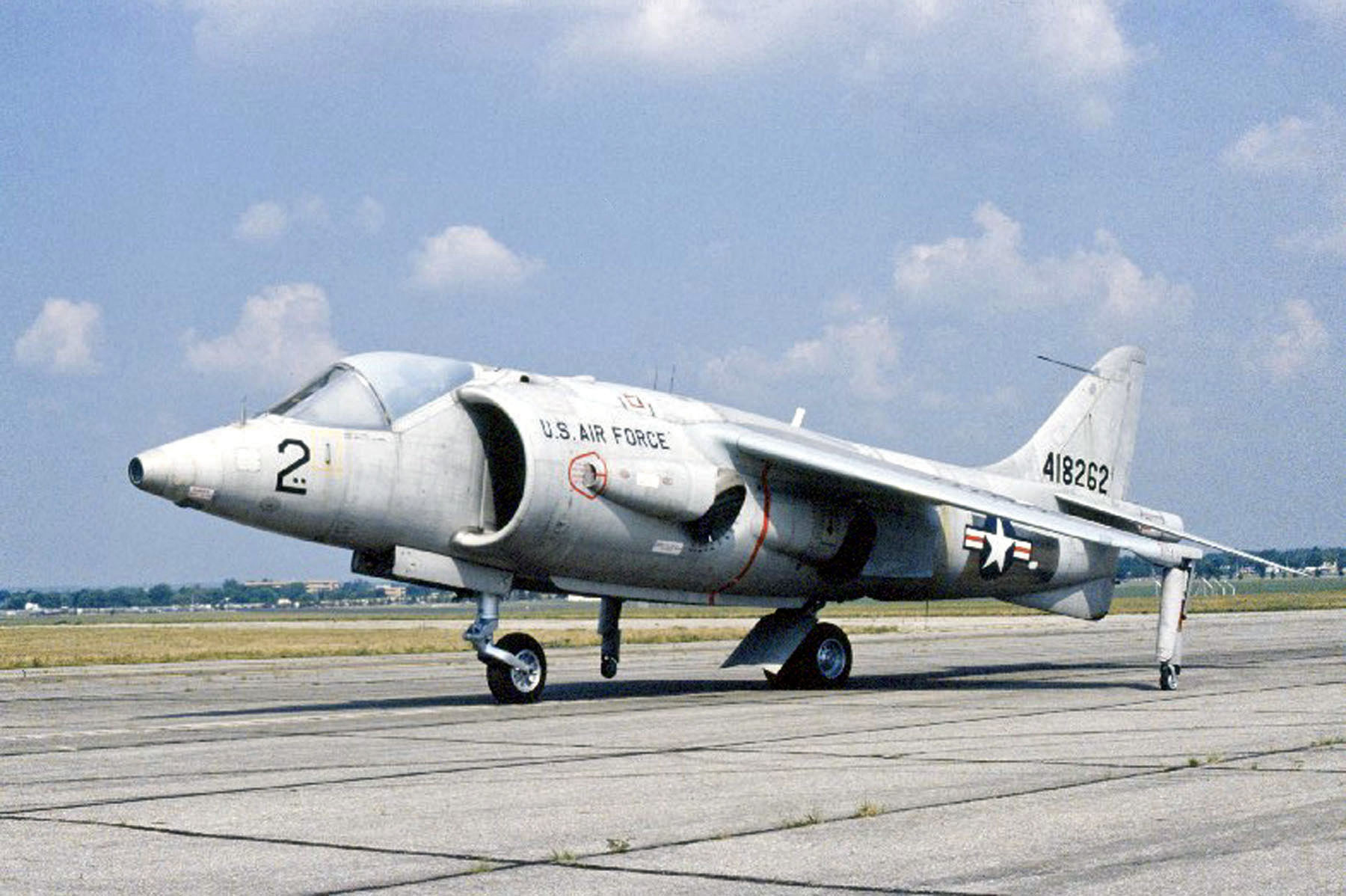
Amerikai XV–6 Kestrel

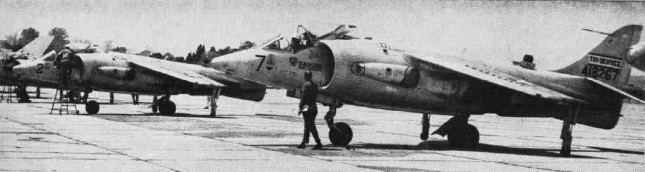
Kestrelek 1966-ban Patuxent Riveren, az amerikai kiértékelő program közben

A repülőgép fejlesztése fölött újabb viharfelhők gyülekeztek, mert a Dassault a Rolls-Royce hajtóműgyártó ágazatával közösen a Mirage III egy függőlegesen felszálló változatával – a Mirage IIIV-vel – végzett intenzív marketingtevékenységet. A NATO a helyből felszálló repülőgépekre vonatkozó követelményrendszerét (NBMR-3, NATO Basic Military Requirement 3, azaz NATO Alapfokú Katonai Igény 3) úgy módosította, hogy a repülőgépnek el kellett érnie a 2 Mach sebességet, amely a P.1127 számára teljesen reménytelen volt. A Hawker a pályázatra egy jelentősen továbbfejlesztett, de később zsákutcának bizonyuló változatot, a P.1154 tervet nyújtotta be, amely két, egymás melletti hajtóművel rendelkező, megnövelt változata volt az eredeti koncepciónak (mindkét hajtóműnek csak az egyik oldalán volt két-két fúvócsöve), a Pegasus hajtóműveket pedig átalakították úgy, hogy az eredetileg csak levegőt kifúvó elülső fúvócsövekben is égettek tüzelőanyagot, hasonlóan az utánégetőkhöz, így a tolóerőt 140 kN-ra sikerült növelni. Bár a pályázatot megnyerték, a franciák megvonták pénzügyi támogatásukat, és folytatták a Mirage IIIV fejlesztését, amely az emelő hajtóművek miatt meglehetősen gazdaságtalan konstrukció volt, nem is jutott el a sorozatgyártásig, 1966-ban befejezték a programot. A P.1154 program a RAF és az RN közti ellentéteken bukott meg, az RN a programot otthagyva, az F–4K/Phantom FG.1 repülőgépeket rendszeresítette repülőgép-hordozóin. A P.1154 programot 1965. február 2-án állították le hivatalosan.
Szerencsére az akkori brit védelmi miniszter, az MDWP hathatós támogatásával, megegyezést kötött Németországgal egy helyből felszálló repülőgép létrehozására a P.1127 alapján. Az amerikaiakkal három tagúra bővült megállapodást 1963. január 16-án írták alá egy kísérleti repülőgépekkel felszerelt század, a TES (Tripartite Evalutation Squadron – háromoldalú kiértékelő század) létrehozásáról, melyet a P.1127 továbbfejlesztett változatának 18 (végül csak 9) példányával szerelnek föl, ezek szárnyai alá már egy-egy fegyverfelfüggesztő pont került, igaz, erre csak tüzelőanyag-póttartályokat, egyes esetekben gyakorlóbombákat függesztettek.
A század 1964-ben állt föl Angliában az angol David Scrimgeour parancsnoksága alatt, angol, német és amerikai pilótákkal (három haderőnem, a légierő, a tengerészet és a szárazföldi hadsereg képviseltette magát). A német kontingens vezetője Gerhard Barkhorn – aki 301 légi győzelmet szerzett és ezzel második világháborús ászpilóta volt. A közös egység 1965 novemberében történt feloszlatásáig 938 felszállást teljesített, szimulált bevetéseket repültek különféle hadgyakorlatokon. A megmaradt gépek (egy gép szenvedett javíthatatlan sérüléseket a tesztek során) közül kettő Angliában maradt, a többit az amerikaiak kapták, akik otthon folytatták a összehasonlítást más, amerikai helyből felszálló repülőgépekkel. A gépek a NASA-nál fejezték be pályafutásukat.

### Gyártása
Mivel a RAF-nak égető szüksége volt egy új vadászbombázóra az elöregedő Hawker Hunterek leváltására, és nem állt rendelkezésre könnyebben elérhető repülőgép, megrendelést adtak a Kestrel egy új változatára, amelynek avionikáját kiegészítették a P.1154 számára tervezett berendezésekkel, hajtóművének tolóerejét pedig tovább növelték. Az új gép első hat prototípusának legyártására a szerződést két héttel a P.1154 program törlése után, 1965. február 15-én írták alá, az első, immár Harrier GR.1-nek nevezett repülőgép 1966. augusztus 31-én repült, az első sorozatgyártású gép pedig 1967. december 28-án. Az új gépekre az átképzést végrehajtó Harrier Conversation Team (Harrier Átképző Csoport) 1969. január 1-jén alakult meg. Még ez évben elvégezték a kétüléses Harrier T.2 első két prototípusának berepülését is.

## Szerkezeti felépítés és tervezési sajátosságok

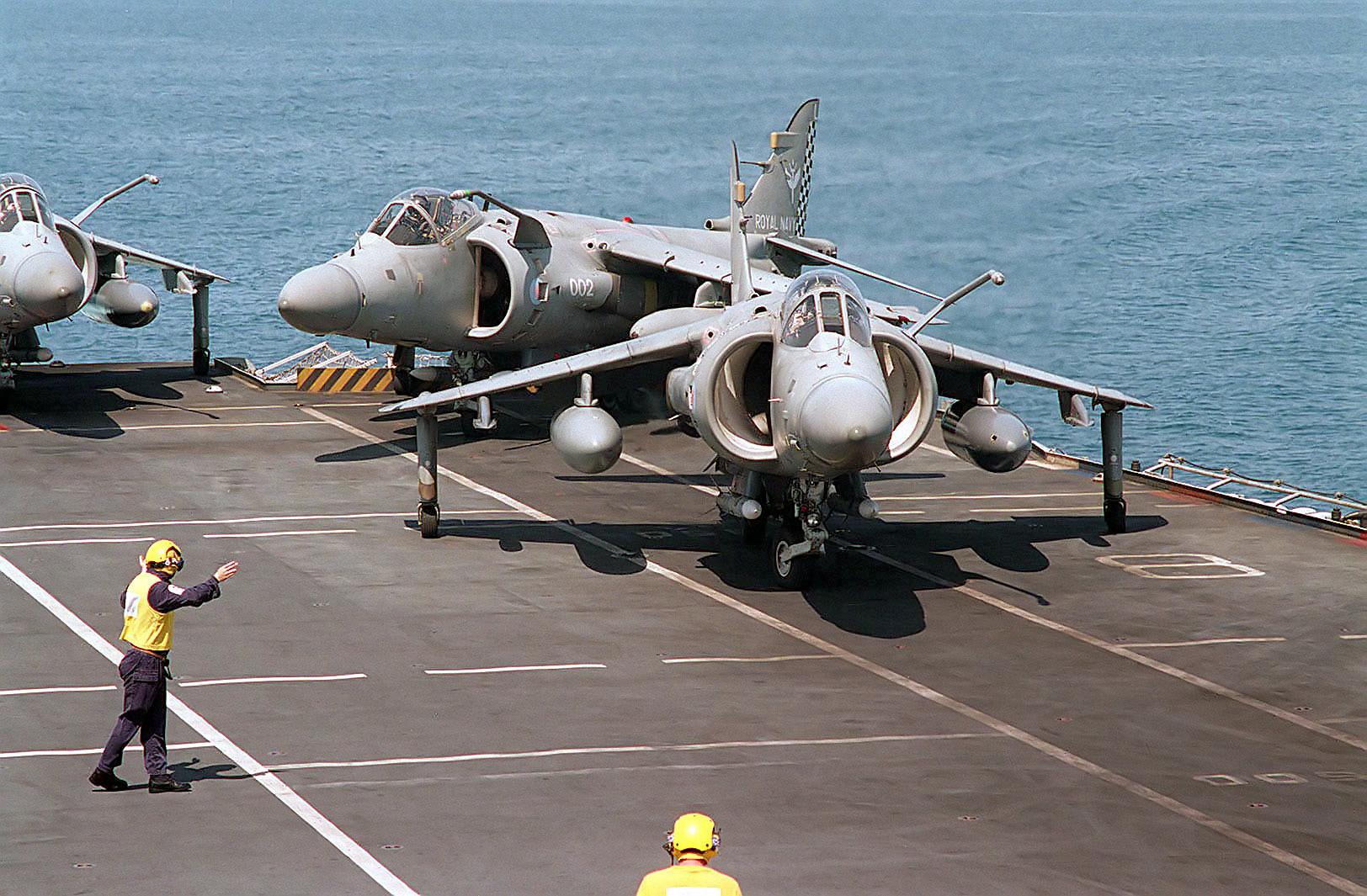
Sea Harrier FA.2 az HMS Illustrious fedélzetén. A negatív V-beállítású szárnyak törővégein látszanak a nyitott támaszfutók.

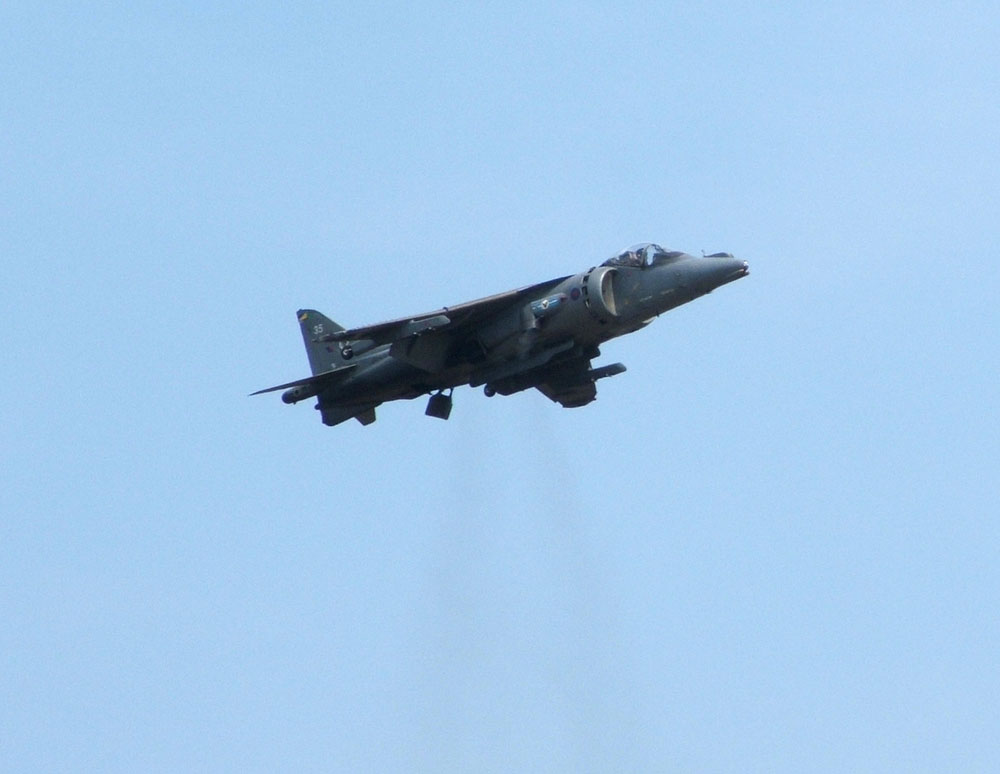
Harrier II lebegés közben. A gép alatt a hajtómű lefelé áramló füstje halványan látszik.

A Harrier teljesen fém építésű, hagyományos aerodinamikai elrendezésű, vállszárnyas repülőgép. Hajtóművét a törzsben, a repülőgép súlypontjában helyezték el, így biztosították, hogy a kétoldalt elöl és hátul kiáramló gázsugár lebegés közben egyensúlyban tudja tartani a repülőgépet. A hajtómű nagyon közel van a hatalmas méretű, félkör alakú levegő-beömlőnyílásokhoz, melyek közvetlenül a pilótakabin vonala mögött vannak. A elülső két fúvócső a szárny belépőélének csatlakozása előtt van, ez a kisnyomású kompresszorból megcsapolt levegővel működik, és lefelé megdönthető 98°-ig, azaz a legalsó helyzeten előrefelé kissé túl is. A hátsó pár fúvócső a szárnyak kilépőéle mögött van, és itt távoznak az égéstermék-gázok, ez maximum 90°-ig dönthető le.
A szárnyak erősen negatív V-beállításúak, ezzel segítenek az alattuk elhelyezett fúvócsöveket elhagyó levegő és égéstermék-gázok repülőgép alatt tartásában, amely légpárnaként földközeli lebegést tesz lehetővé. A szárnyak kilépőélén belül nagyméretű, egyszerű fékszárnyat helyeztek el, amelyet egészen 90°-ig lehet lehajtani, így szintén segít a gép alatti légpárna létrehozásában. A szárnyak kilépőélének külső felén csűrőket, a belépőéleken orrsegédszárnyakat helyeztek el. A függőleges vezérsíkon helyezték el az oldalkormányt, a vízszintes vezérsíkokon a magassági kormányt. A farokrész alatt függőleges pótvezérsík van, ez földhöz ütődésnél energiaelnyelő szerepet is betölt. A törzs alján lenyitható törzsféklapot helyeztek el, emellett a főfutó előrefelé nyíló aknafedele is féklapként működik.
A repülőgépet tandemfutóművel látták el, azaz a törzs alatt két kerék van egymás mögött, ezeken nyugszik a repülőgép teljes súlya, emellett, hogy fel ne boruljon, a szárnyak törővégein kis méretű támaszfutókat helyeztek el. A tandem elrendezést az indokolja, hogy lebegés, illetve lebegésre való áttérés közben a hajtómű forró égéstermék-gázai megolvasztanák a hagyományos főfutókat, ha azok a törzsből oldalra állnának ki. A szárny negatív V-beállítása segít a támaszfutó szárának röviddé tételében (az alacsonyan lévő törővég közel van a földhöz), ami a támaszfutó tömegét csökkenti. Az orrfutót előre, a főfutót hátrafelé húzzák a törzsbe, a támaszfutókat a szárnyba hátrafelé hajtják be, a kerekek repülés közben is szabadon vannak.
A pilótakabin tetejét hátrafelé húzva nyitják. A Harrier volt az első repülőgép, melynél katapultálás előtt nem a kerettel együtt robbantották le a kabintetőt, hanem magába a plexibe építették a robbanózsinórt, ami katapultálás előtt a plexibe lyukat robbant, ezen keresztül távozik a Martin-Baker Mk.9 zéró-zéró katapultülés (a hagyományos megoldásnál lebegés közben a katapultülés pont eltalálta volna a lerobbantott kabintetőt, mert nem lett volna menetszél, ami ezt eltávolítja a géptől). A repülőgépet ellátták légi utántöltő berendezéssel, ennek merev, leszerelhető fogadócsonkját a bal oldali levegőbeömlő nyílás fölé rögzítették (a Harrier II-esen ezt becsukhatóra változtatták).
Lebegés és nagyon kis sebességű repülés közben a repülőgép aerodinamikai kormányfelületei használhatatlanok, emiatt ilyenkor egy külön gázdinamikai kormányrendszer áll rendelkezésre. A hajtómű égéstermékeit használják erre a célra, melyet a törzs elején és végén, illetve a félszárnyak törővégein elhelyezett szelepeken kibocsátva áll elő a szükséges forgatónyomaték. A rendszer a fúvócsövek 20°-os lefelé térítésénél kapcsol be, és minden egyes fúvócső a megfelelő kormányokkal szinkronban működik, azaz például a függőleges tengely körüli elfordulást a gép farkán lévő fúvócsövek végzi, melyek kapcsolatban vannak a függőleges vezérsíkon lévő oldalkormányokkal, és ezeket a pilóta a pedálokkal működteti. A törővégeken lévő fúvócsövek a csűrőkkel, az orrban lévő pedig a magassági kormányokkal vannak kapcsolatban, és a botkormány megfelelő kitérítésére reagálnak.

### Hajtómű

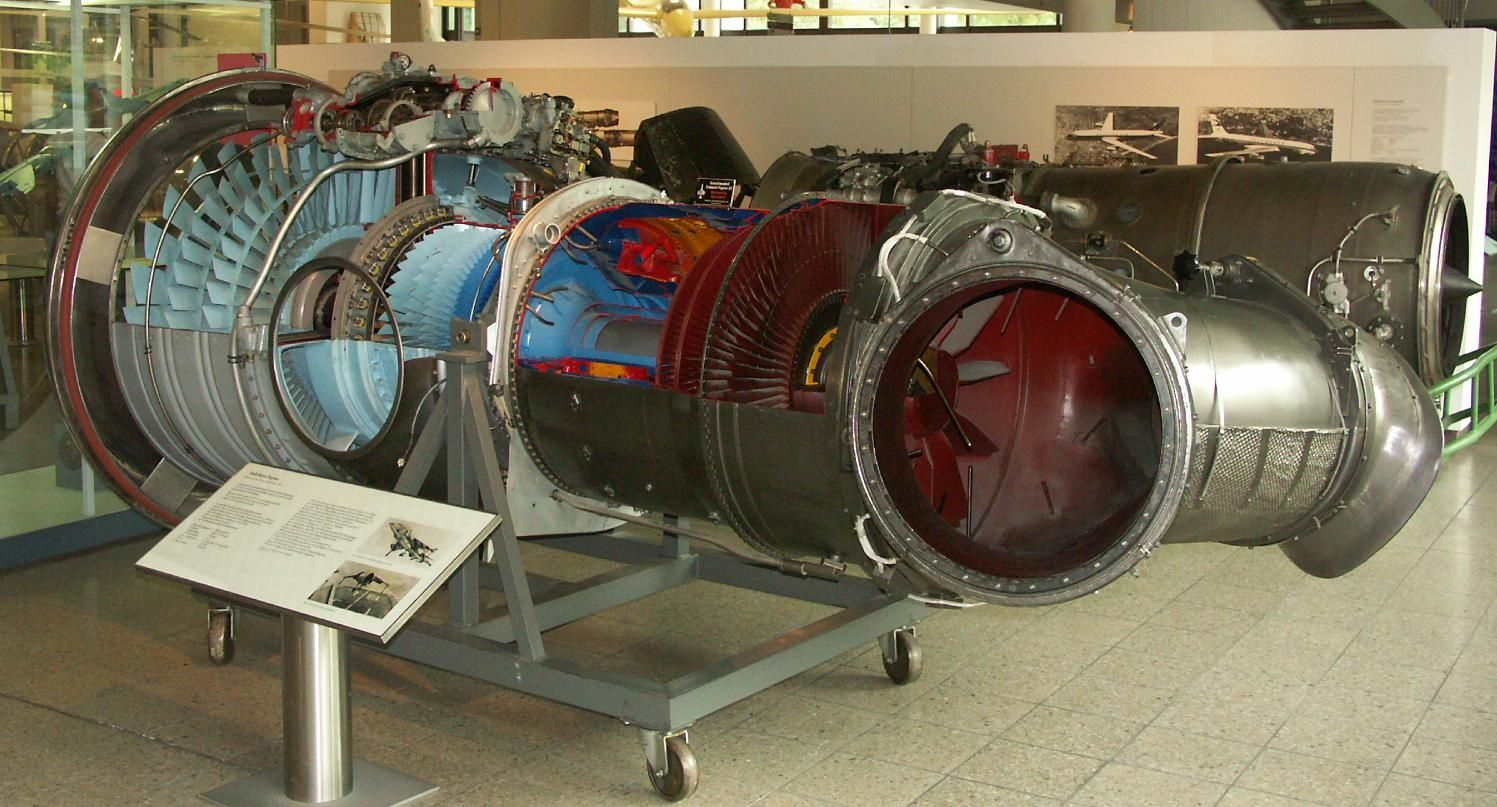
A Pegasus hajtómű egy demonstrációs példánya. A kompresszorlapátok kékre, a turbinalapátok pirosra vannak festve. A két fúvócső le van szerelve, a hajtómű oldalán a két nagy, kör alakú nyíláson jutnak beléjük a gázok, illetve ezek körül tudnak elfordulni.

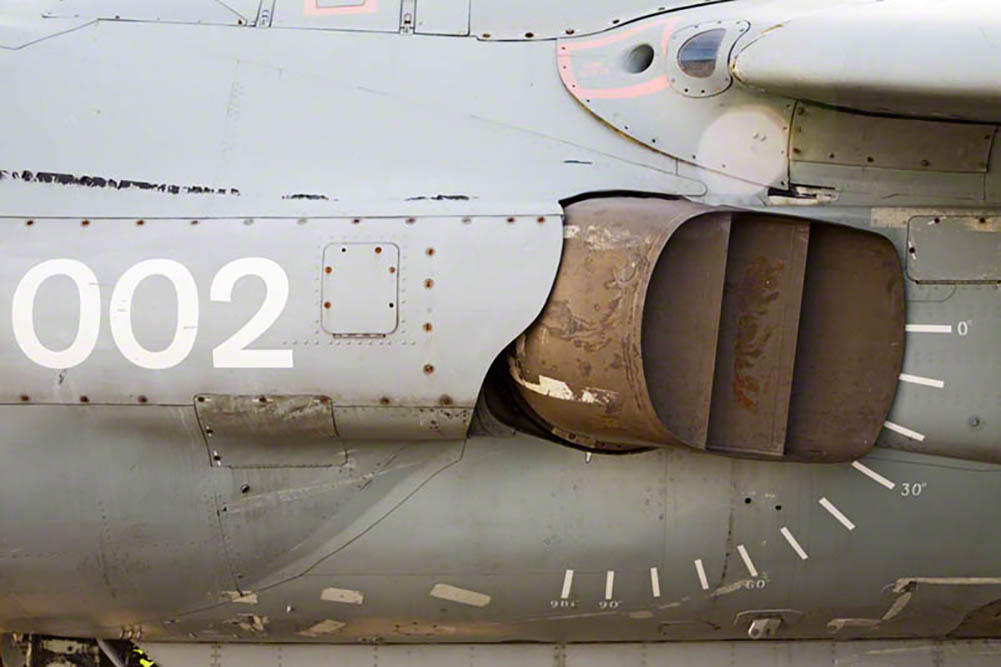
Sea Harrier elülső fúvócsöve

A Rolls–Royce Pegasus hajtómű a repülőgép szíve. Háromfokozatú kisnyomású és nyolcfokozatú nagynyomású kompresszorát kétfokozatú nagynyomású turbina és kétfokozatú kisnyomású turbina hajtja meg. A kisnyomású kompresszor és turbina ellentétes irányban forog a nagynyomásúval, ami megakadályozza a precessziót, azaz, hogy a repülőgép a hajtómű forgásának irányával ellentétesen el akarjon fordulni. A kisnyomású kompresszorból vezetik el a levegőt a elülső, mintegy 650 °C-os égéstermékeket a hátsó fúvócsövekhez. A fúvócsöveket a nagynyomású kompresszor tengelyéről hajtott motorokkal állítják a kívánt helyzetbe, az aszimmetrikus beállítás elkerülése érdekében a megfelelő fúvócsövek láncokkal vannak összekötve. A kisnyomású kompresszor első fokozata előtt fix lapátsor van, ez „kisimítja” a hajtóműbe jutó légáramlást.
A Harrier GR.1 változatába a továbbfejlesztett Pegasus 6 Mk. 101 hajtóművet építették be. Mivel a Harrier már nem kísérleti repülőgép volt, jelentősen megnövelték a nagyjavítások közötti üzemidőt (a korábbi 50-ről 300 órára). A tolóerő 84,6 kN-ra nőtt, ezt vízbefecskendezéssel érték el.
A hajtómű cseréje (mivel a törzsbe van építve) rendkívül bonyolult, a szárnyak leszerelése után daruval emelik ki a törzsből, Az új hajtómű beépítése után a sárkányon is rengeteg, bonyolult műveletet kell végrehajtani (például hidraulika-rendszer szivárgásmentes összeszerelése), ez a gép karbantartásigényét tetemesen megnöveli.

### Avionika
A repülőgépet a szárazföldi csapatok támogatására tervezték, kizárólag nappali alkalmazásra, ezért a GR.1 változat felszereltsége meglehetősen spártai volt, nem is lett volna hely és terhelhetőség túl sok berendezésnek. A repülőgép avionikájának legfontosabb eleme a Ferranti FE541 tehetetlenségi navigációs rendszer volt, egyike azon kevés berendezéseknek, ami a félbehagyott P.1154 repülőgép számára lett kifejlesztve. A műszerfal alján a repülőgép pillanatnyi helyzetét egy mozgótérképes kijelző mutatta.
A repülőgépet ezen kívül felszerelték TACAN rádiónavigációs rendszerrel, pörgettyűs iránytűvel, HUD-dal, IFF válaszadóval, és rövid- és ultrarövid hullámú rádióberendezésekkel. A pilótafülke előtt, a gép orrára egy „szélkakast” építettek, a szélirány pontos ismerete lebegés közben ugyanis nagyon fontos.

## Típusváltozatok

### Harrier GR.1 és GR.1A

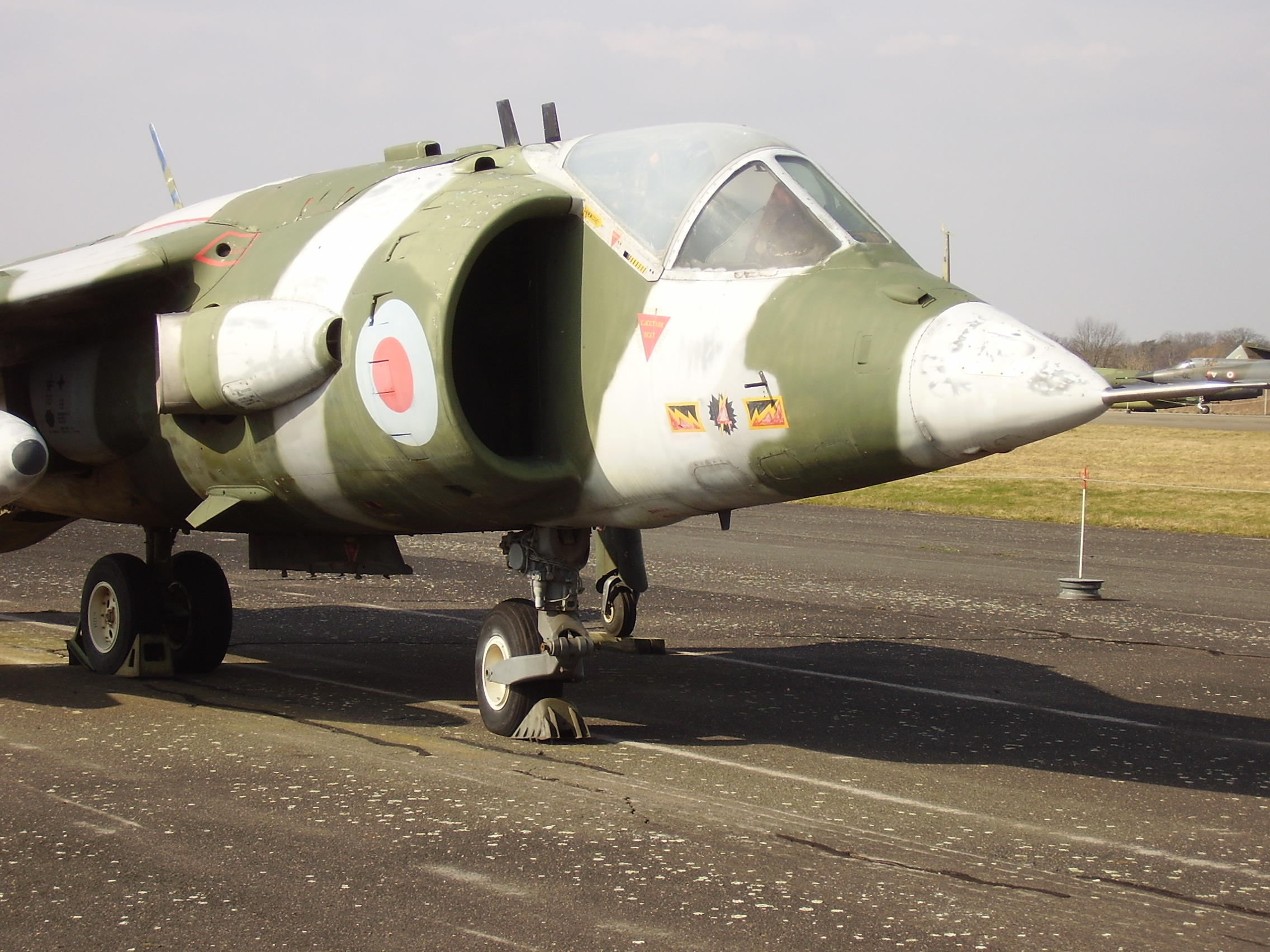
Angol Harrier GR.1

Az alapfelszereltségű támogató változatból (A GR a Ground attack és a Reconnaissance szavak rövidítése, azaz a földi célok elleni csapásmérés mellett a felderítés is feladata) 61 darabot építettek, ezek közül az egyik, G-VTOL lajstromjellel a Hawker Siddeley tulajdonában maradt, mint marketing- és tesztgép.
A Pegasus hajtómű továbbfejlesztett, megnövelt tolóerejű változatát, a Pegasus 10 Mk. 102-t építették Harrier GR.1A változatba, melyből 17 darab épült. Később a GR.1-eseket is átépítették erre a változatra.

### AV–8A Harrier

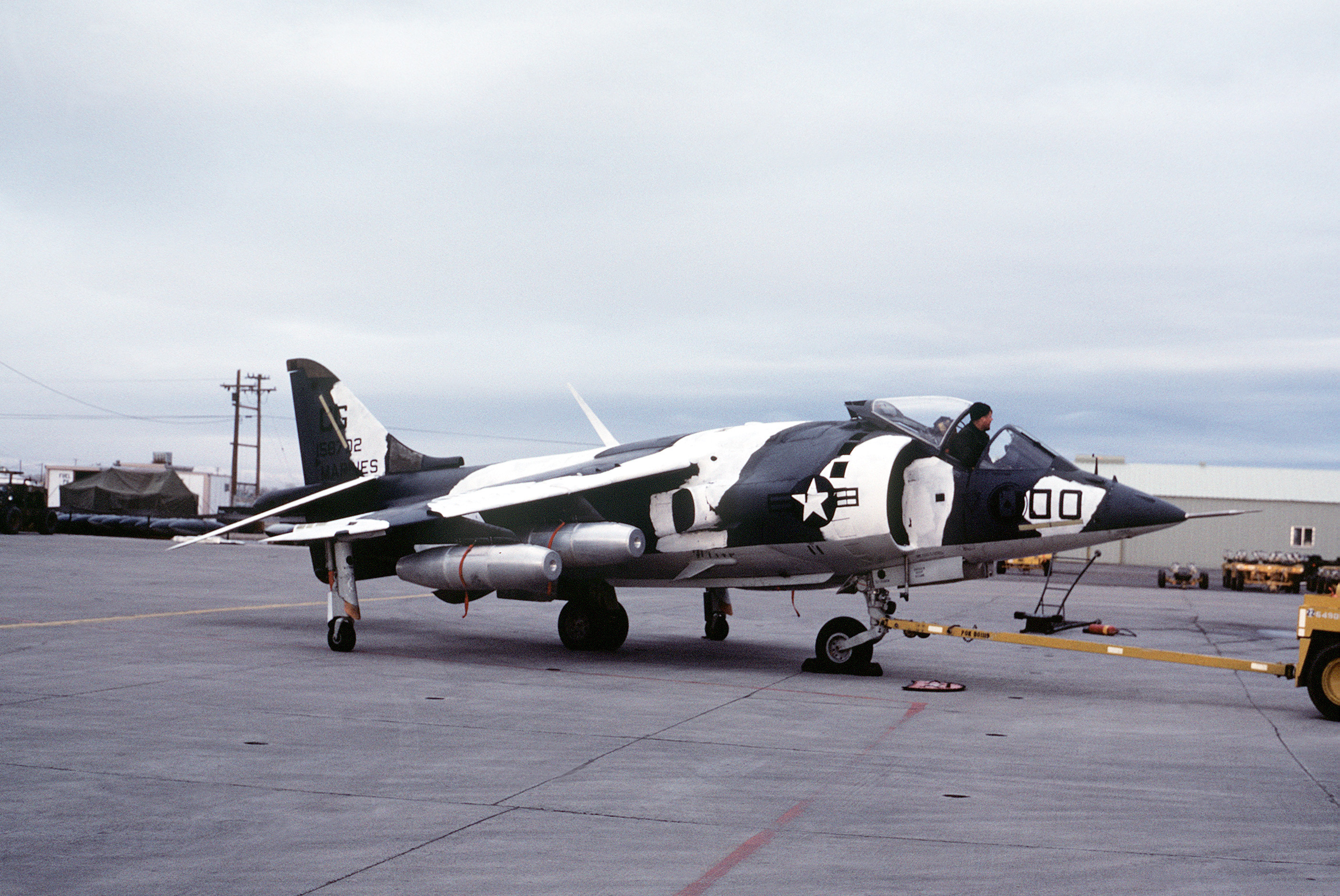
Az Amerikai Tengerészgyalogság AV–8A Harrierje, téli álcázófestéssel, a szárnyak alatt napalmbombákkal

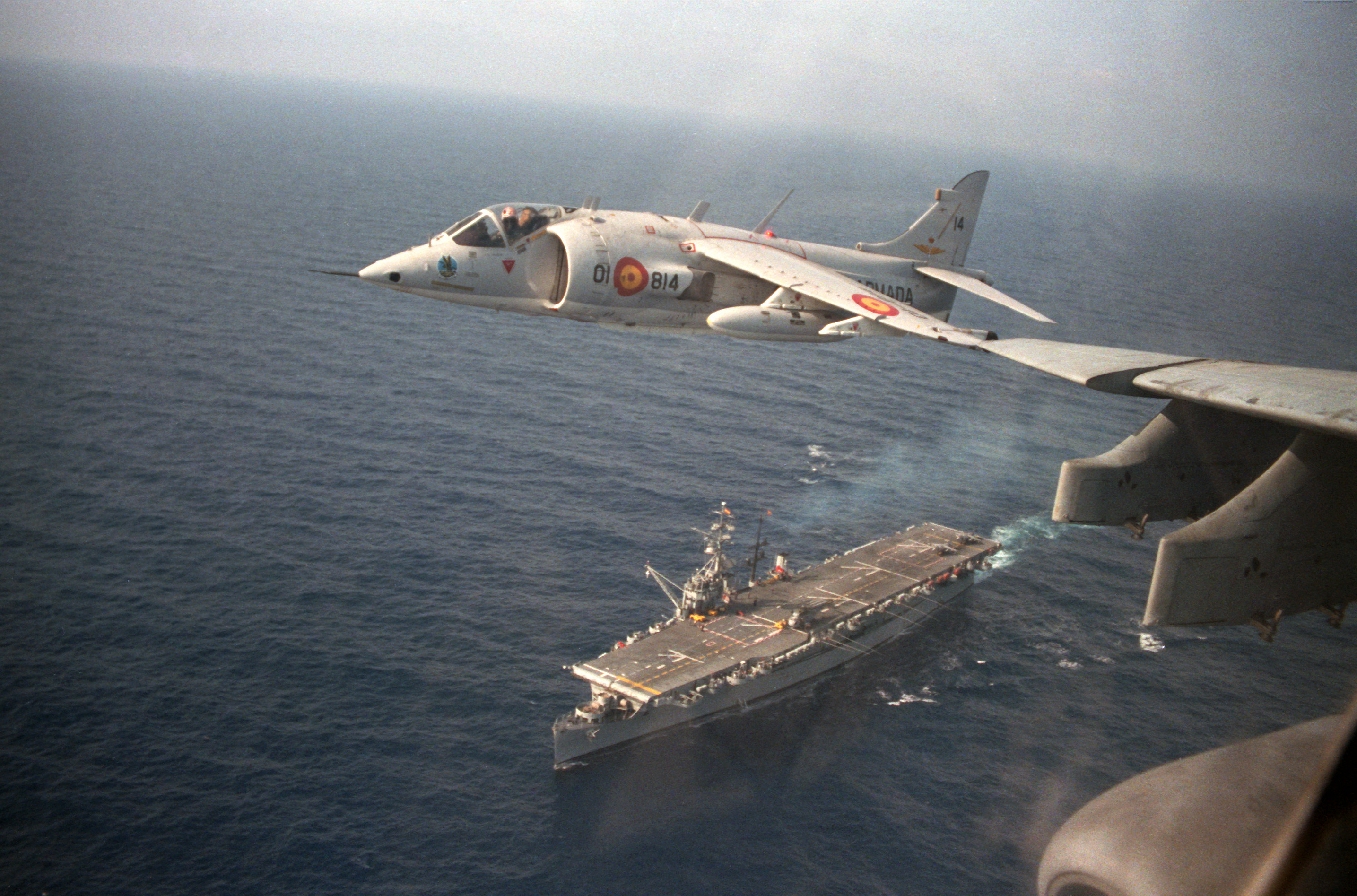
Spanyol AV–8S Matador, háttérben a Dedalo repülőgép-hordozó

Az amerikai megrendelés, amely az AV–8A Harriert eredményezte, végül a Tripartite Evaluation Squadronban részt nem vevő tengerészgyalogságtól érkezett. Először az amerikai tulajdonba jutott Kestreleket tesztelték alaposan, majd az 1968-as farnborough-i repülőnapon repültek tengerészgyalogos pilóták a gépekkel. A kiértékelést követően 102 együléses AV–8A és 8 TAV–8A Harrier kétüléses gépet rendeltek, amelyeket névlegesen a McDonnell Douglas (a hajtóműveket a Pratt & Whitney) gyártott (az amerikai fegyveres erők csak hazai gyártású fegyvert használnak). Az első századot 1971-ben állították föl.
Csak kisebb változtatásokat eszközöltek: a katapultüléseket Stencel SIIIS–3 típusúra cserélték, amerikai IFF és HUD került a gépekbe. A szabványos amerikai fegyvereket lehetett a gépre függeszteni (125 mm-es Zuni és 68 mm-es FFAR nem irányított rakétákat, Rockeye kazettás bombákat), de kifejlesztettek egy 1135 literes új póttartályt is. A külső csomópontokat bekábelezték az AIM–9 Sidewinder rakéták hordozására. Az Aden gépágyúk cseréjét is tervezték, mert lőszerét a tengerészgyalogságnál csak a Harrier használta, de végül költségtakarékossági okokból ezt elvetették.
1979 és 1984 között az AV–8A tapasztalatainak felhasználásával megalkotott AV–8B Harrier II rendszerbe állítása előtt korszerűsítették a megmaradt 47 repülőgépet, részben a Harrier II számára fejlesztett berendezésekkel. 4000 órával meghosszabbították a sárkány élettartamát, korszerűbb rádióelektronikai zavaróberendezéseket (AN/ALR–45F besugárzásjelzőt és AN/ALE–40 infracsapdaszórót), rádiókat, fedélzeti oxigéngenerátort (OBOGS – OnBoard Oxygen Generating System), alacsony láthatóságú kötelékfényeket kaptak. A törzs alá fel lehetett szerelni a Harrier II-n alkalmazott terelőlapokat, ez a törzs alatti párnahatást megnövelve több fegyver hordozását tette lehetővé.
A Spanyol Haditengerészet 1973-ban vásárolt 6 AV–8S-t és 2 TAV–8S-t, ezeket az ősöreg Dedalo könnyű repülőgép-hordozóról üzemeltették, az angol GR.1-esektől csak az 1987-ben beépített, korszerűbb Marconi Sky Guardian radarriasztó rendszer jelentette az eltérést, ez a besugárzó radar típusát is meg tudta állapítani a fogott jelek alapján (mintegy 200 jelmintás könyvtárral rendelkezett). 1980-ban újabb öt gépet vásároltak, 1988-ban pedig szolgálatba állították a Príncipe de Asturias repülőgép-hordozót, ez egy lényegesen nagyobb hajó volt. A gépeket 1997-ben cserélték a korszerűbb AV–8B Harrier II-esekre, a megmaradt 7+2 gépet a Thai Haditengerészetnek adták el a Spanyolországban épített új repülőgép-hordozóval, a Chakri Naruebettel.

### Harrier T.2 és T.2A
A GR.1-ből kifejlesztett oktatóváltozat (Training, azaz Gyakorló), melyből 10 darab épült, az első kettő 1969-ben repült először. Az orr-részt előrefelé megnövelték, az oktató pilóta ülését, a jó kilátás miatt, megemelték. A kabintetők oldalra nyíltak. Hogy a súlypont ne mozduljon el előrefelé, a repülőgép farkát is megnyújtották, és a függőleges vezérsíkokon is változtattak. A kétüléses gép, azon kívül, hogy nehezebb volt, az együlésesek teljes harci kapacitását megtartotta.
A négy példányban megépült T.2A változat a GR.1A-nak megfelelő, Pegasus Mk. 102-es hajtóművel szerelt változat volt.

### Harrier GR.3 és T.4

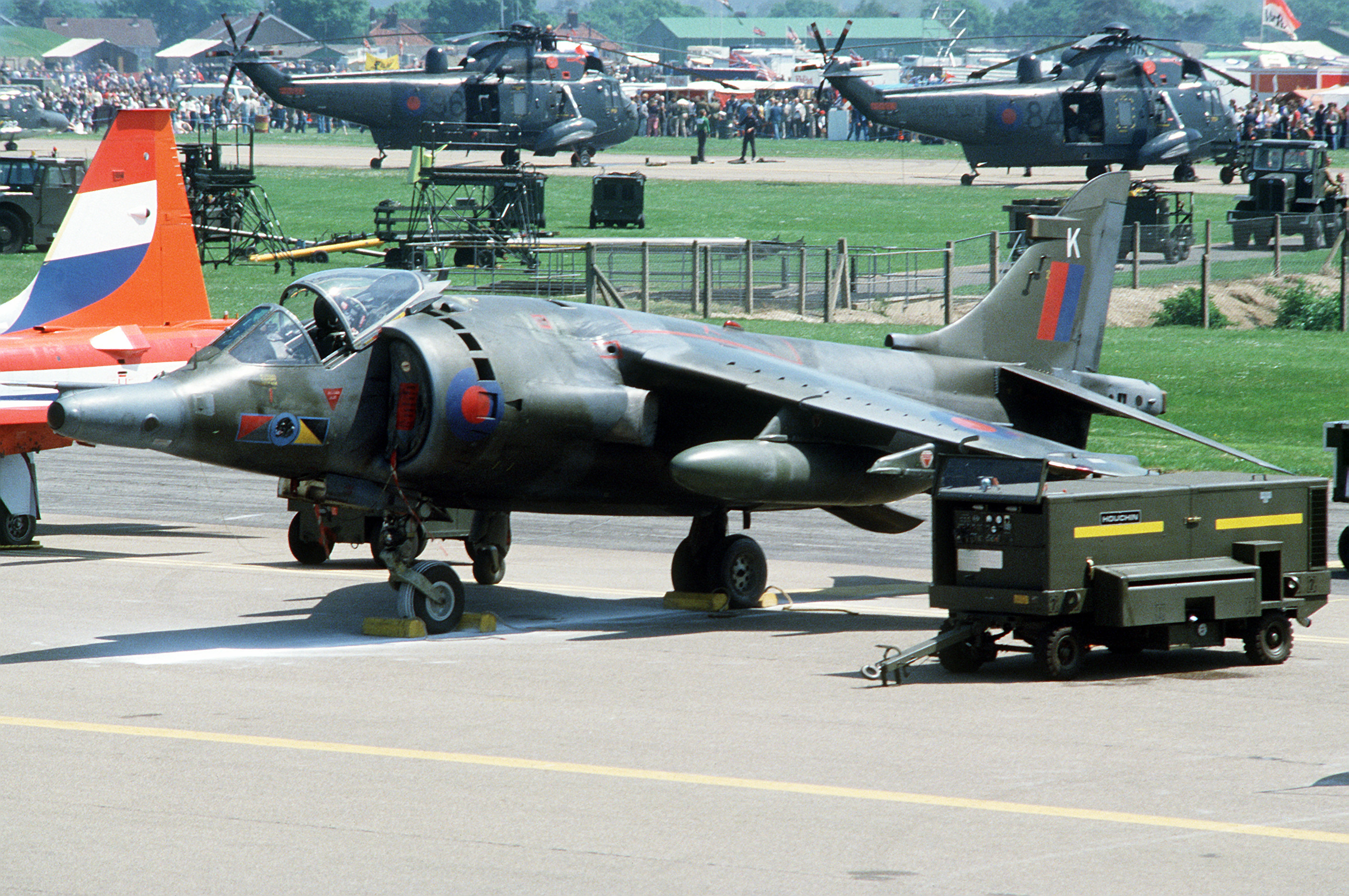
Harrier GR.3 1984-ben

A Harrier első nagyobb továbbfejlesztése, jellegzetessége a megnyújtott, „csőrös” orr, melybe a Ferranti 106 LRMTS (Laser Ranger and Marked Target Seeker – Lézertávmérő és megjelölt cél-kereső) berendezést építették. A távmérésen kívül képes volt arra, hogy külső célmegjelölő által megvilágított célt a HUD-on ábrázoljon, így a pilóta látta, hogy a gépe éppen mit támad.
A bonyolultabb avionika több áramot igényelt, ezért az eredeti, két 4 kVA-es generátort egy 12 kVA-esre cserélték. Hajtóműve a Pegasus 11 Mk. 103, 95,6 kN-ra növelt tolóerővel. Összesen 40 darabot építettek, kétüléses változatából, a T.4-ből, 11-et.

### Sea Harrier FRS.1

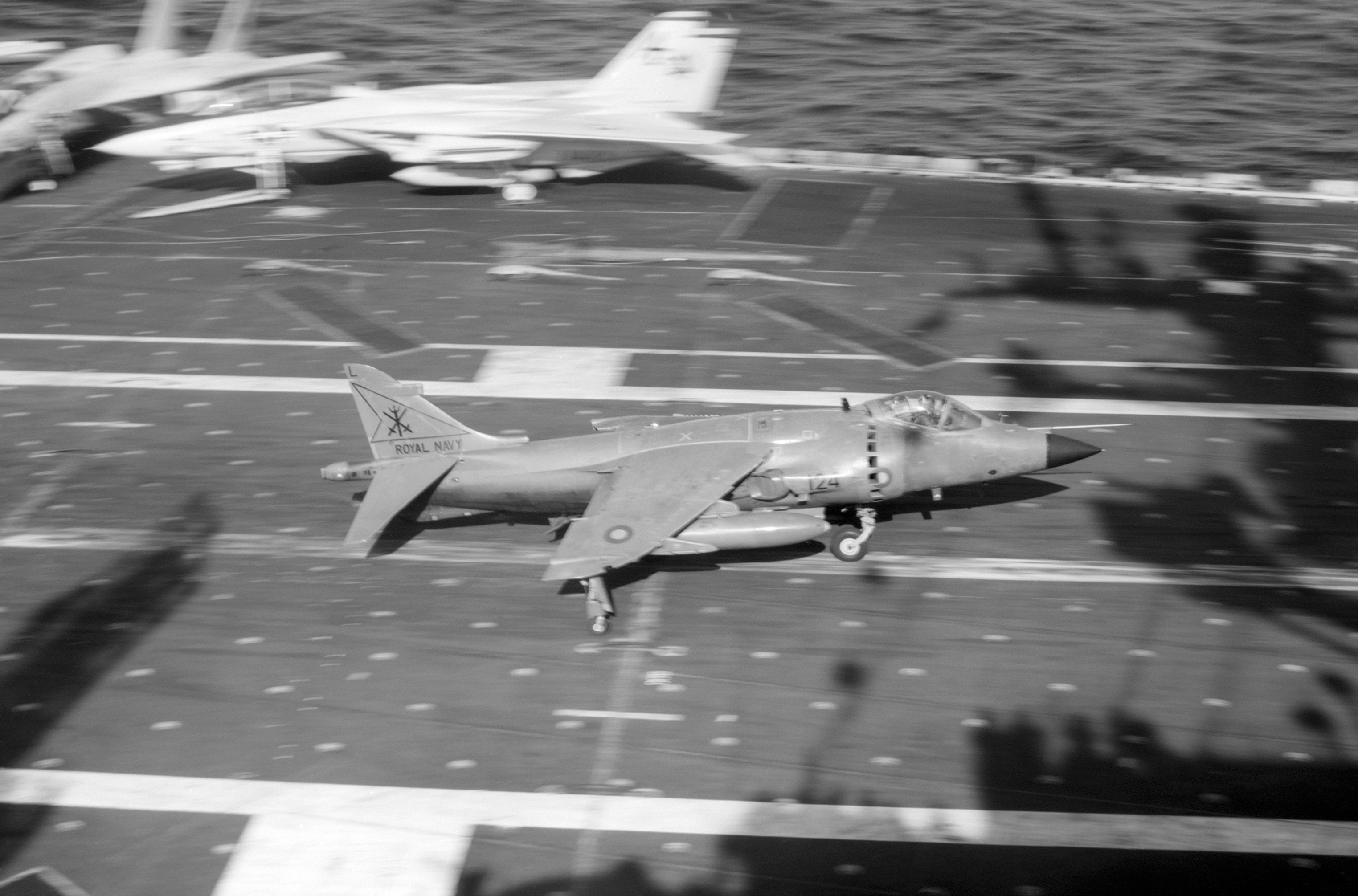
Sea Harrier FRS. 1 a USS Dwight D. Eisenhower fedélzetén

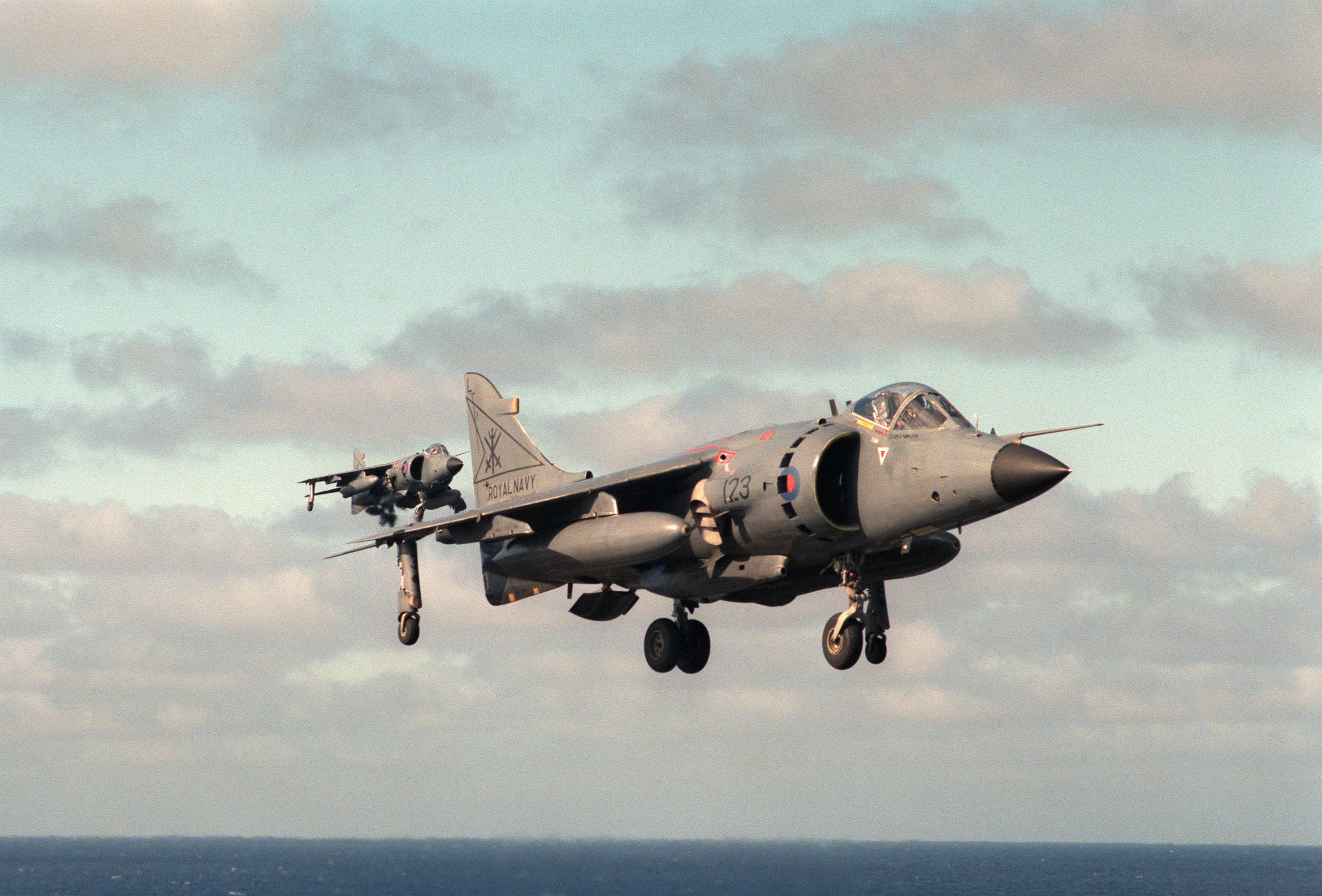
Sea Harrier FRS. 1-ek leszállás közben

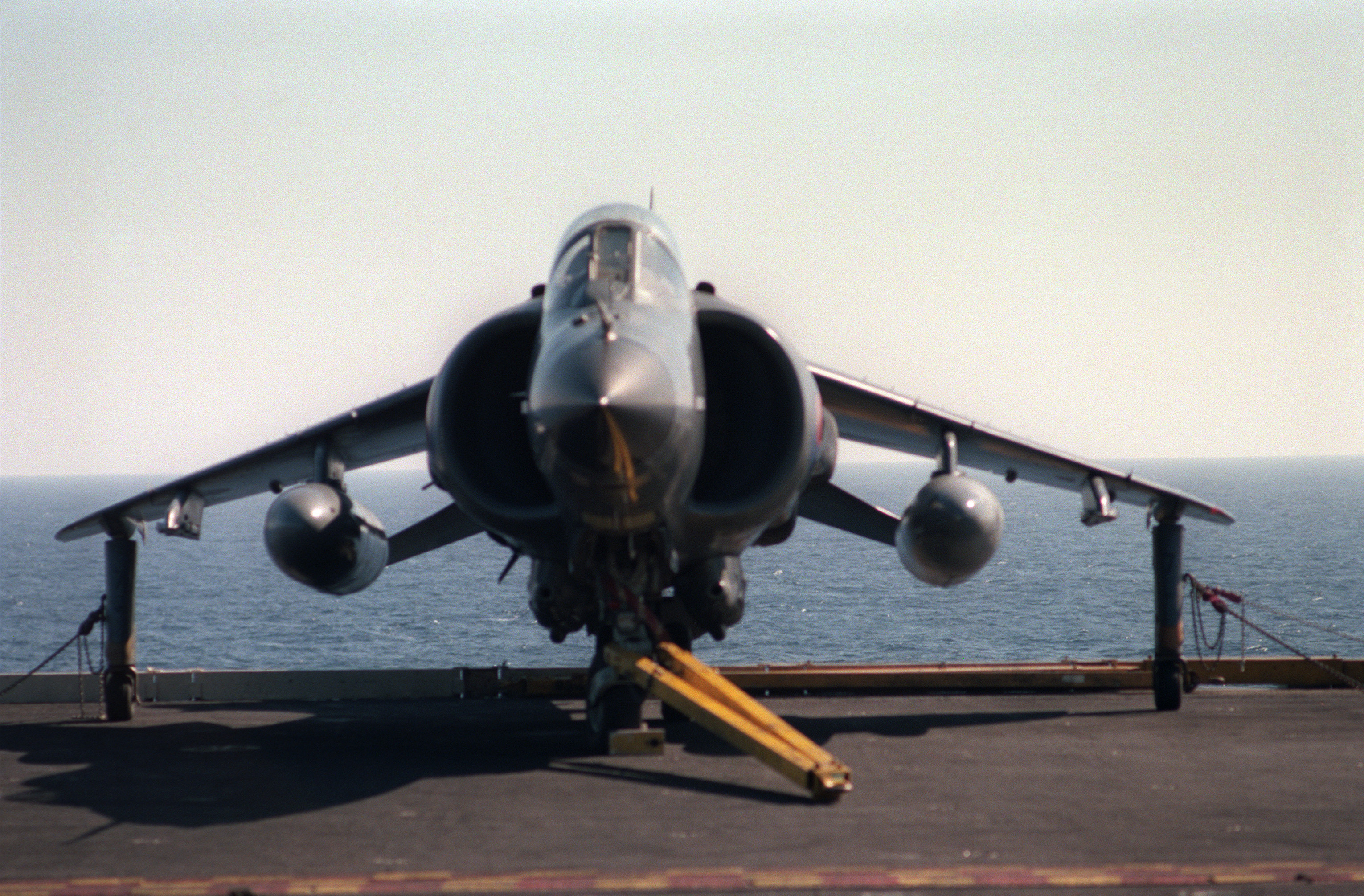
Sea Harrier FRS. 1 szemből, a szárnyak alatti belső fegyverfelfüggesztő ponton üzemanyag-póttartállyal

Repülőgép-hordozókra kifejlesztett alapváltozat, összesen három prototípust és 54 szériapéldányt gyártottak. 1966-ban a munkáspárti kormányzat úgy döntött, hogy leszerelik a haditengerészet repülőgép-hordozóit, így a haditengerészet F–4 Phantom II és Buccaneer vadászbombázói már csak szárazföldi repülőterekről tudtak üzemelni. 1968-ban aztán enyhült a szigor, és a helikopterhordozókat mégis megtartották, ezek erejét viszont a Harrierrel nyilvánvalóan meg lehetett sokszorozni, ezért alig négy évvel a P.1154-esek fejlesztésének leállítása után folytatták a hajófedélzeti repülőgép fejlesztését, a GR.3 lehető legkisebb átalakításával. A P.1184, azaz a Sea Harrier FRS.1 (Fight, Reconnaissance, Strike – Légi harc, Felderítés, Csapásmérés), becenevén „Shar” először 1978. augusztus 20-án szállt fel.
A repülőgép új orr-részt kapott, ebben helyezték el a Ferranti Blue Fox radarját. A Lynx helikopterek számára kifejlesztett Sea Spray átalakításával hozták létre, négy fő üzemmóddal (keresés, légi célok támadása, földi célok támadása, előre kisugárzás). A kortársakhoz képest meglehetősen egyszerű berendezés volt (például lefelé néző üzemmód nem volt benne), ezt ellensúlyozta kis tömege és megbízhatósága.
A repülőgép teljesen új navigációs berendezést kapott, mert a szárazföldi változat berendezésének giroszkópjait csak teljesen álló helyzetben lehetett felpörgetni, erre pedig a repülőgép-hordozókon, melyek mindig mozognak, nincsen lehetőség. A navigációs rendszer a Decca 72 dopplerradar köré épült.
A megnövekedett mennyiségű elektronika nem fért el a régi helyén, így a pilótakabin padlóját 28 centiméterrel megemelték. A kabin teteje szintén magasabbra került, így a pilótának jobb kilátása volt hátrafelé (a GR.3-asokon szinte egyáltalán nem volt hátrafelé kilátás). A megemelkedett pilótakabin árnyékoló hatása miatt a függőleges vezérsíkon is emeltek 10 centimétert.
A pilótakabint teljesen áttervezték, új, Martin-Baker Mk.10 katapultüléseket építettek be. A gép orrát vissza lehetett hajtani, hogy elférjen a hordozók liftjein. Az orrfutóra olyan horgokat rögzítettek, amelyekkel a gépeket le lehetett láncolni a fedélzethez. A hajtómű Pegasus 104 volt, ezt úgy módosították, hogy kevésbé legyen érzékeny a korrózióra, a magnézium-alkatrészeket például alumíniumra cserélték le.
A pilóták kiképzését kezdetben a légierőtől átvett T.4A-kkal végezték, amelyeket T.4AN-eknek neveztek (N, azaz Navy, tengerészet). A repülőgépek harci képességeiket megtartották, de túl hosszúak voltak, így a hangárfedélzetre szállító lifteken nem fértek el, azaz csak a főfedélzeten tárolhatták őket. Mivel a gépeken nem volt radar, ezért három, Blue Fox radarral felszerelt Hawker Hunter T.8-assal végezték a rádiólokátoros kiképzést. Közülük két gépet korábban ugyanezen radar fejlesztéséhez is használtak.
Az első szériagépet a Haditengerészet 1979 júniusában vette át. A hajók fedélzetét a Douglas Taylor által kigondolt „síugrósáncokkal” szerelték föl, azaz a felszállófedélzet végét ívesen megemelték, a nekifutó repülőgép így egy ugratással kezdte a repülését. Az HMS Invincible és az HMS Illustrious hajókat eredetileg 7° emelkedésűvel, a később épült HMS Ark Royalt pedig már 12° emelkedésű sánccal szerelték föl, később a két korábbi hajót átalakították, és 13°-ra növelték a sánc dőlésszögét. 12° dőlésű sáncot a spanyol (Príncipe de Asturias (R–11)) és a thai (HTMS Chakri Naruebet) hajók is kaptak.
A Falkland-szigeteki háborúra rohammunkában készülve korszerűsítették a gépeket, a törzs hátsó részébe infracsapdaszóró berendezéseket építettek, a szárnyak alatti külső fegyverfelfüggesztő pontot az amerikai gépekhez hasonlóan bekábelezték az AIM–9 Sidewinder rakéták számára. Néhány gépen az egyik gépágyúkonténerbe, a gépágyú helyett a Marconi Sky Shadow rádióelektronikai zavarókonténert építettek, bár az nem világos, hogy a berendezést végül használták-e.
A repülőgépeket az 1980-as években korszerűsítették a Phase I Update (I. fázisú korszerűsítés) keretében: a Falkland-szigeteki tapasztalatok alapján nagyobb, 854 literes tüzelőanyag-póttartályokat kaptak, a külső csomóponton pedig dupla rakétaindító síneket rendszeresítettek, így az eredeti kettő helyett négy légiharc-rakétát hordozhatott a repülőgép. Még a háború előtt rendszerbe állították a Sea Eagle hajók elleni robotrepülőgépet, de ezt a háborúban sem használták, az 1990-es évek elejére ki is vonták a hadrendből. A Phase II Update eredménye lett az FA.2 változat.
Az 1990-es években újabb korszerűsítéseket végeztek, ami után az infracsapda-szórókból egyszer használatos zavaróadókat indíthattak, a pilótakabinba egy kézi GPS-berendezést szereltek (nem az avionikába integrált formában), a gépeket alkalmassá tették a korszerűbb AIM–9M Sidewinder rakéták hordozására. Napjainkra a gépeket kivonták a hadrendből, egy gép (az XZ439 lajstromszámú) az Amerikai Egyesült Államokban magánkézben üzemel.

#### Sea Harrier FRS.51

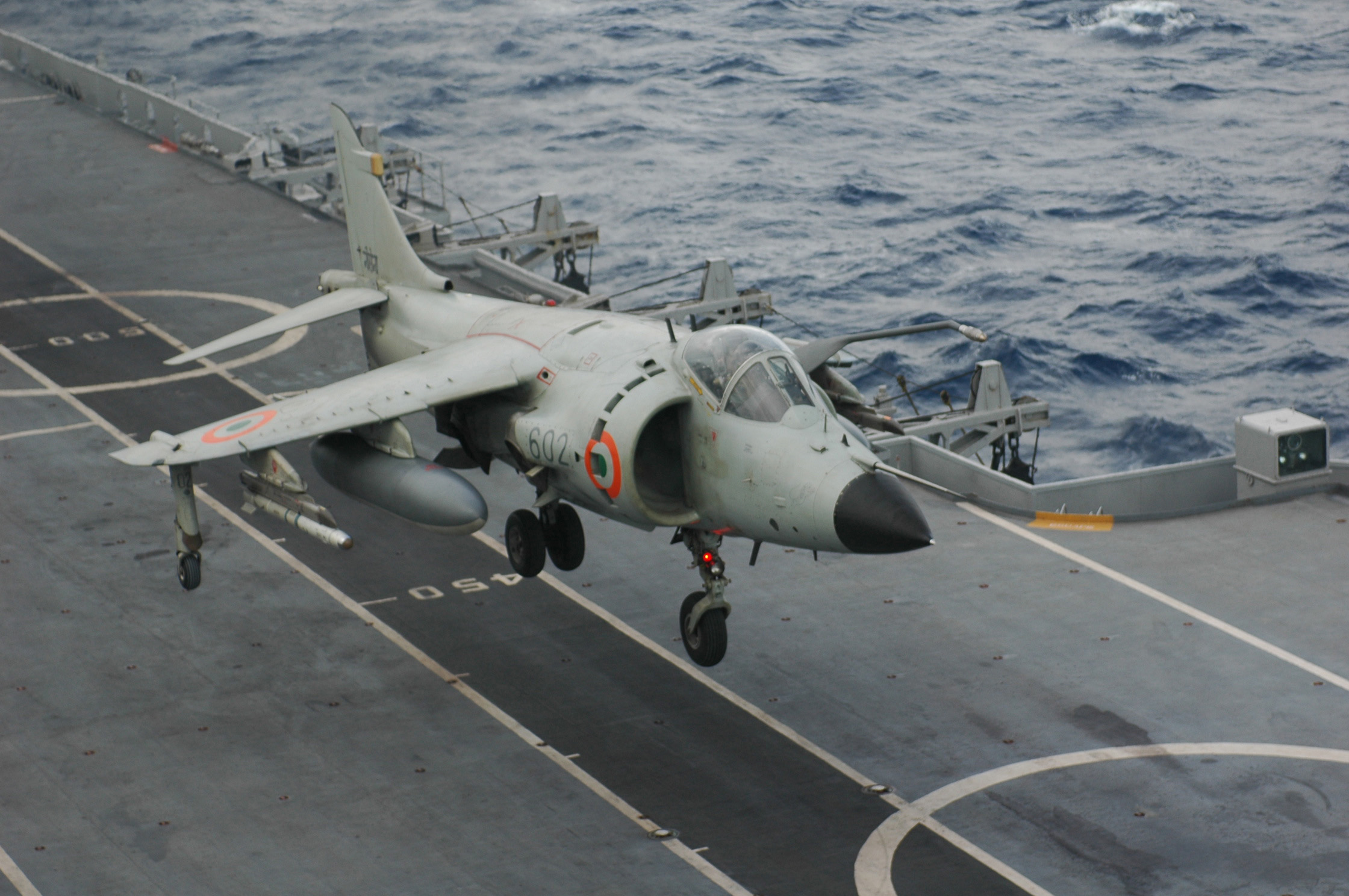
Indiai Sea Harrier FRS.51 száll föl az INS Viraat fedélzetéről, 2007-ben

Indiai megrendelésre 1984-től gyártott változat, összesen 16 együléses és 3 kétüléses gép épült (utóbbiak T.60 jelzéssel). Csak kis mértékben térnek el az alapváltozattól, többek között az AIM–9 Sidewinder helyett a Matra Magic rakéták hordozására alkalmasak. 2005-től a gépeket korszerűsítik, ELTA EL/M–2032 lokátorral és Derby légiharc-rakétákkal szerelik fel őket.

#### Sea Harrier FA.2

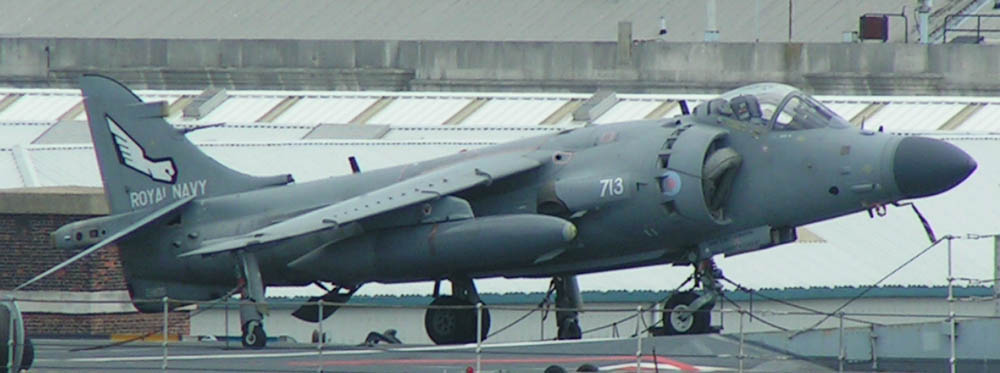
Sea Harrier FA. 2

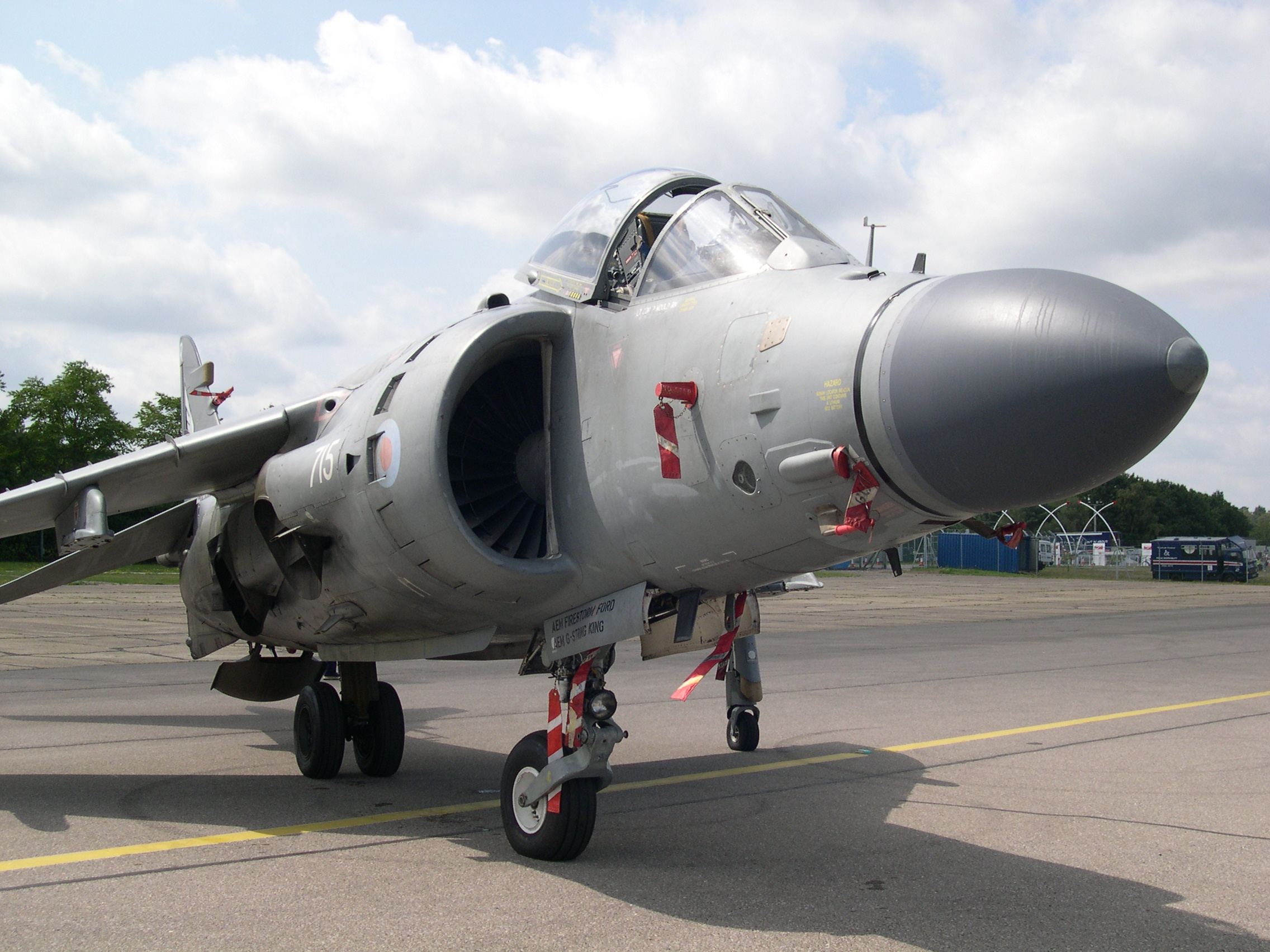
Egy Sea Harrier FA. 2 orra, az új rádiólokátort rejtő nagyobb kupolával

A Phase II Update program keretében korszerűsített repülőgép első felszállására 1988. szeptember 19-én került sor, hadrendbe 1993 szeptemberében állt. Összesen 33 gépet alakítottak át, emellett 18 új gép is épült. Nevük eredetileg FRS. 2 volt, ez az 1990-es évek közepén változott FA. 2-re (Fighter-Attack). A legnagyobb előrelépést a Blue Fox radar cseréje jelentette a korszerűbb Blue Vixen típusra. A lokátor, amellett, hogy könnyebb volt, nagyon sok új üzemmódot ismert. Képes volt földháttérben repülő célok érzékelésére (look down-shoot down), alkalmas volt az egyik cél követése közben, párhuzamosan újabb célt keresni (Track While Scan), emellett úgy volt kialakítva, hogy kisugárzását a másik repülőgép radarriasztó rendszere ne érzékelje (LPI – Low Probability of Intercept). Ebből fejlesztették ki a JAS 39 Gripen PS/05A radarját.
A repülőgép arzenáljában – az európai repülőgépek között elsőként – megjelent az AIM–120 AMRAAM közép-hatótávolságú légiharc-rakéta, ez nagyságrendekkel növelte meg a repülőgép képességeit légi harcban, mert a rosszul manőverező repülőgépnek nem kellett ellenfelét közel engednie, azt viszonylag nagy távolságból le tudta lőni. A külső indítósínen egy-egy rakéta fért el, emellett a gépágyúkonténerek helyére is fel lehetett szerelni az AMRAAM indítósínét, egy-egy rakétával, így a gép fegyverzete maximum négy AMRAAM vagy két AMRAAM és négy Sidewinder volt (utóbbiak a dupla külső indítósíneken). (A gépágyúkat a gépek ritkán használták, ezért általában az indítósínek voltak rajtuk.) A pilótakabinba színes kijelzőket és HOTAS (Hands on Throttle and Stick) rendszerű kezelőszerveket építettek, utóbbiakkal a pilóta az alapvető légiharc-funkciókat anélkül is eléri, hogy kezét a botkormányról és a gázkarról le kellene vennie. Hajtóműve a Pegasus 104 korszerűsítésével létrehozott Pegasus 106 volt.
A gépeket 2006-ban vonták ki végleg a hadrendből, egyik utolsó hadgyakorlatuk Kecskeméten volt. Felmerült annak lehetősége, hogy néhány példányt az Indiai Haditengerészet megvásároljon. Utódtípusuk a Harrier II, majd a 2010-es évektől az F–35 Lightning II lesz.

### Harrier II

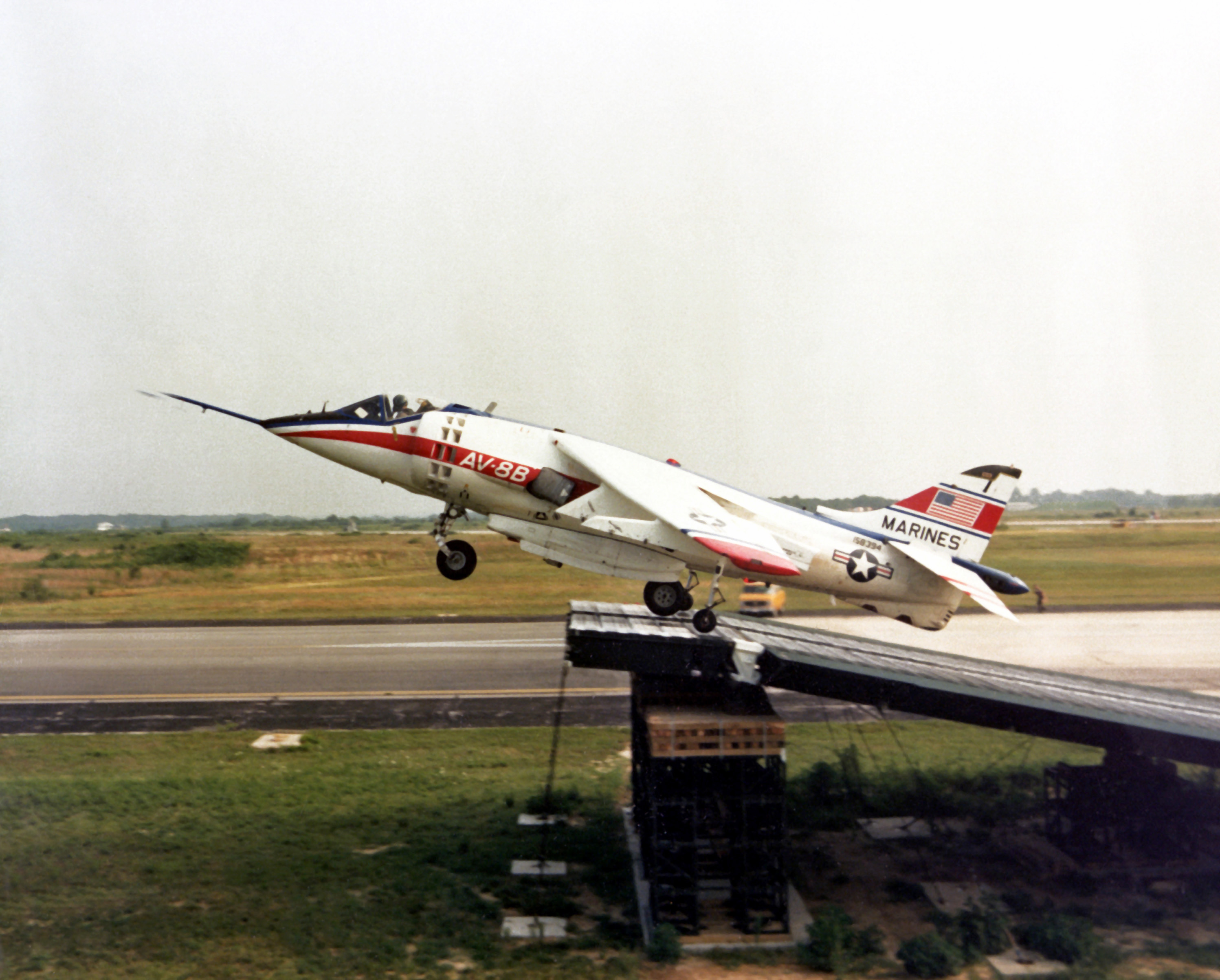
A Harrier II YAV–8B jelű amerikai prototípusának felszállása síugrósáncról, nekifutással

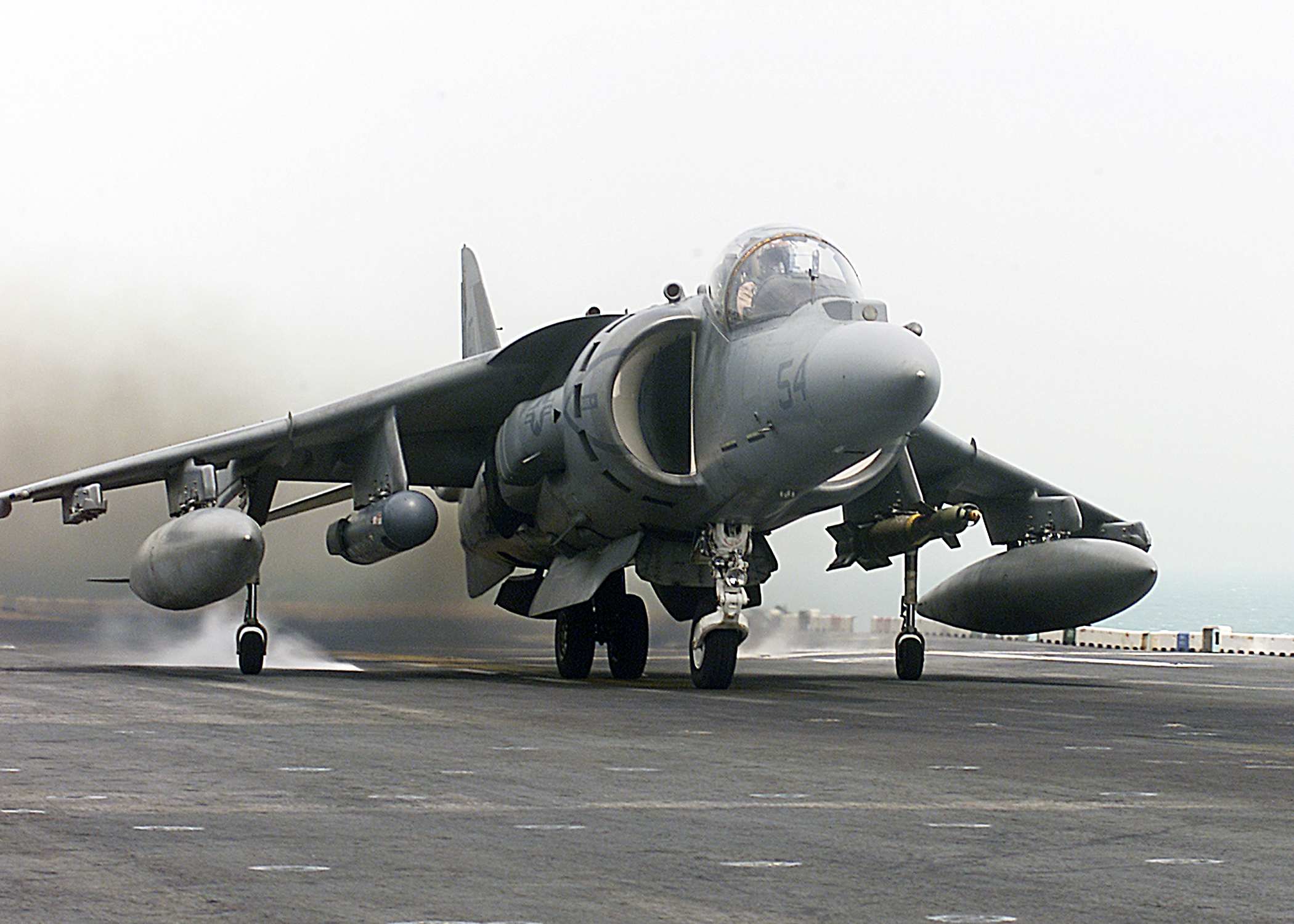
Amerikai AV–8B+ Harrier II, szárnyai alatt lézerirányítású bombákkal és Litening célmegjelölő konténerrel

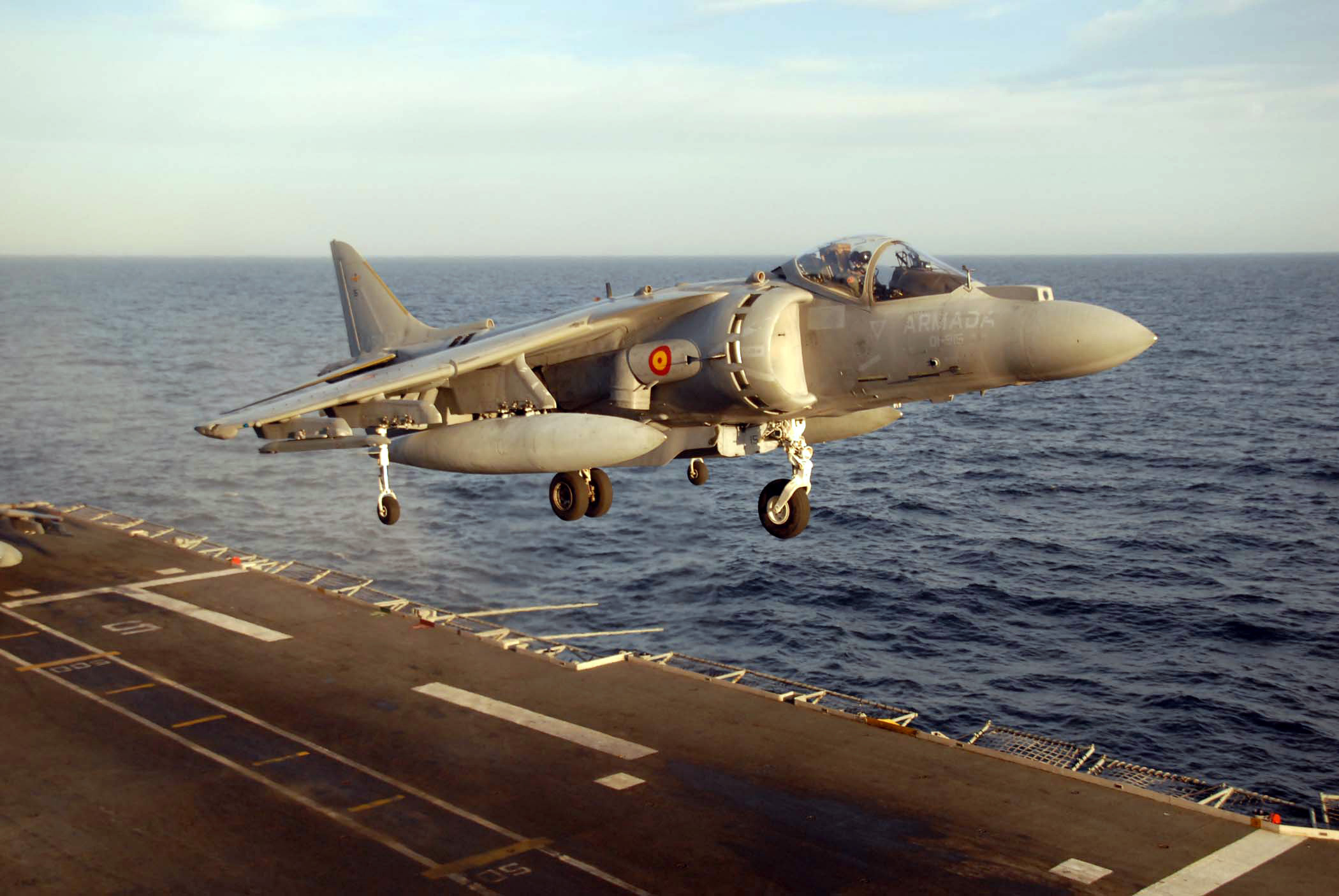
Spanyol AV–8B+ Harrier II a Príncipe de Asturias repülőgép-hordozó felett lebeg. Az áttervezett orr-részben helyezték el az AN/APG–65 rádiólokátort, a felső részén, a szélvédő előtt van a szögletes FLIR

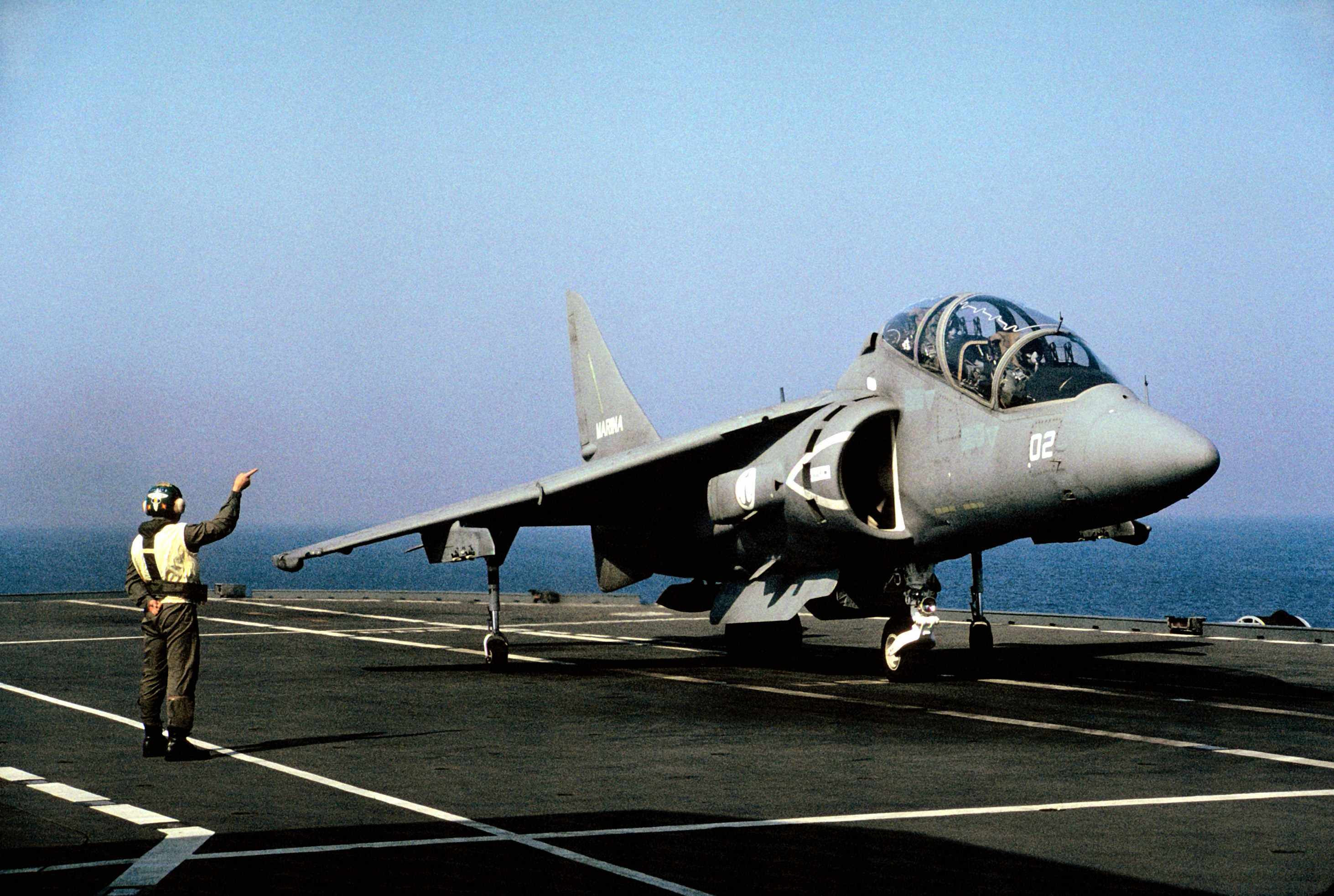
Az Olasz Haditengerészet TAV–8B repülőgépe a Giuseppe Garibaldi helikopterhordozón

Bár a Harrier sikeres repülőgép volt, senki sem gondolta, hogy a benne rejlő lehetőségeket teljes egészében kihasználták, hiszen nem volt más, mint a szuperszonikus P.1154-hez gyártott Kestrel kísérleti repülőgép felfegyverzett változata, melynek sem fegyverzete, sem hatótávolsága nem volt elégséges. Ezért már 1973-ban elkezdték egy váltótípus, az AV–8X vagy AV–16 (a szám a kétszeres hatótávolságra és fegyverzetre utalt) tervezését, de a programból az angolok 1975-ben kiszálltak, az Amerikai Tengerészgyalogságnak egyedül pedig nem volt pénze a folytatáshoz. Mivel a géppel nagyon elégedettek voltak, szerényebb keretek között folytatták az időközben AV–8B-re átkeresztelt programot, a McDonnell-Douglas-szel új, kompozitanyagokból épült, nagyobb szárnyakat terveztek, melybe több tüzelőanyag fért. A szárnyfelület 2,69 négyzetméterrel nőtt, a szárnynyilazás 40° helyett 36° lett, a támaszfutók a törővég helyett a szárny közepén lettek elhelyezve. A fegyverfelfüggesztő csomópontok számát félszárnyanként kettőről háromra növelték, ebből 2–2 csomópontra lehet póttartályokat függeszteni. A légi utántöltő fogadócsonkját behúzható kivitelűre változtatták. Az első ilyen gép 1978. november 9-én repült. Időközben hasonló korszerűsítési programba kezdett a British Aerospace is, a meglévő flottát szerették volna új, nagyobb szárnyakkal felszerelni (így a tervezett új gépeket Big Wing, azaz „nagyszárnyú”, vagy Tin Wing, azaz „bádogszárnyú” gépeknek is hívták, utóbbi a szárnyak fém konstrukciójára utalt, ellentétben az amerikai kompozit fejlesztéssel). Mivel a két országnak nem volt pénze a párhuzamosan fejlesztett két, nagyon hasonló repülőgépre, így végül az angolok átvették az amerikai szárnyakat, amelyeket a brit elvárásoknak megfelelően módosítottak (LERX-szel, előrenyúló szárnytővel látták el), és saját korszerűsített gépeiket ezekkel gyártották, de mindkét ország saját gyártású avionikával szerelte fel a gépeket. Ez a kettősség a korszerűsítések során is fennmaradt, az angol és az amerikai gépek mind a mai napig hasonló képességekkel rendelkeznek, de beépített berendezéseik eltérőek.

#### AV–8B, TAV–8B
Az amerikai alapváltozatot a korszerűsített Pegasus 105 hajtóművel szerelték föl, ennek tolóereje 98,1 kN. Az Aden gépágyút, mely csak a Harriereken állt amerikai szolgálatba, az ötcsövű GAU–12/U-val váltották le, ezt a törzs alatt, két oldalon helyezték el, leszerelhető kivitelben, az eredeti gépágyúk helyén, az egyik oldalon a gépágyút, a másik oldalon a 300 lőszert befogadó konténert. A katapultülést UPC-Stencel Type 10B típusra cserélték, a pilótakabinba az F/A–18 Hornet repülőgép fő berendezéseit építették. A gép orrába az A–4 Skyhawkok AN/APC–19 ARBS (Angle Rate Bombing System) berendezését építették, ezzel nagy pontosságú bombázásra nyílt lehetőség. AN/ALE–39 infracsapdaszórót, valamint AN/ALR–67 besugárzásjelző berendezés egészítette ki a felszerelést. A gépre AN/ALQ–126C rádióelektronikai zavarókonténert lehet függeszteni. 22 kétüléses TAV–8B kiképző változatot is gyártottak. A változatból a Spanyol Haditengerészet 12 darabot (EAV–8B néven), az Olasz Haditengerészet 16+2 gépet rendelt, ezeket Spanyolországban a CASA, Olaszországban az Alenia szerelte össze.

#### AV–8B Night Attack Harrier
Az AV–8B Night Attack (NA) éjszakai csapásmérő képességgel felszerelt változat első példánya 1987. június 26-án repült először, és jellegzetessége az orr-rész fölé felszerelt FLIR (Forward Looking Infra Red, Előrenéző Infravörös) berendezés. Új, zöld színű kijelzőket építettek be, ezek kompatibilisek az éjjellátó berendezésekkel. Az infracsapdaszóró berendezések számát megháromszorozták, a gépet kompatibilissé tették az AN/ALQ–164 zavarókonténerrel. A LERX méretét megnövelték, az eredeti brit terveknek megfelelően. A hajtóművet korszerűsítették a Pegasus 11-61 változatra.

#### AV–8B+

Az Amerikai Tengerészgyalogság AV–8B+ repülőgépe lebegés közben

A továbbfejlesztett gépbe rádiólokátort, az F/A–18-on alkalmazott AN/APG–65-öt építettek be, ezzel, valamint a rendszeresített AIM–120 AMRAAM rakétákkal távolabbi légi célokat is leküzdhetett, emellett a támaszfutók elé, az angol gépeknek megfelelően, egy újabb rakétaindító sín került, erre csak AIM–9 Sidewinder rakétákat lehetett függeszteni. Az első ilyen gép 1992. szeptember 22-én repült először. Később a gépeket kompatibilissé tették az izraeli Litening célmegjelölő konténerrel, ennek segítségével többek között a földi csapatoknak élő légifelvételeket sugározhattak rádión. A gépek továbbfejlesztése folyamatos, az időközben kifejlesztett irányított fegyverek (a JDAM bombacsalád és a Sidewinder légiharc-rakéta AIM–9X változata), a JHMCS sisakkijelző integrációja van folyamatban.

#### GR.5
A Harrier II angol alapváltozatán két, 25 milliméteres ADEN gépágyút helyeztek el, de a fegyverrel különféle problémák adódtak, és a gyakorlatban nagyon ritkán használják. A támaszfutók gondolája előtt indítósínt helyeztek el az AIM–9 Sidewinder rakétáknak, ezt később az amerikaiak is átvették. Az ARBS bombacélzó rendszer mellett beépítették a Ferranti gyártmányú mozgó térkép-kijelzőt, a Marconi Zeus rádióelektronikai zavarórendszert, a Plessey gyártmányú MAW (Missile Approach Warning, azaz Rakéta Közeledésére Figyelmeztetés) riasztórendszert, amely rakétaindítás esetén automatikusan infracsapdákat lő ki, valamint a svéd Bofors BOL infracsapdaszórókat. Az első GR.5 1985. április 30-án repült, a változatból összesen 41, a kissé módosított GR.5A-ból további 21 darab épült. A sok, az amerikaitól eltérő berendezés miatt a gép ára meglehetősen magas lett.

#### GR.7

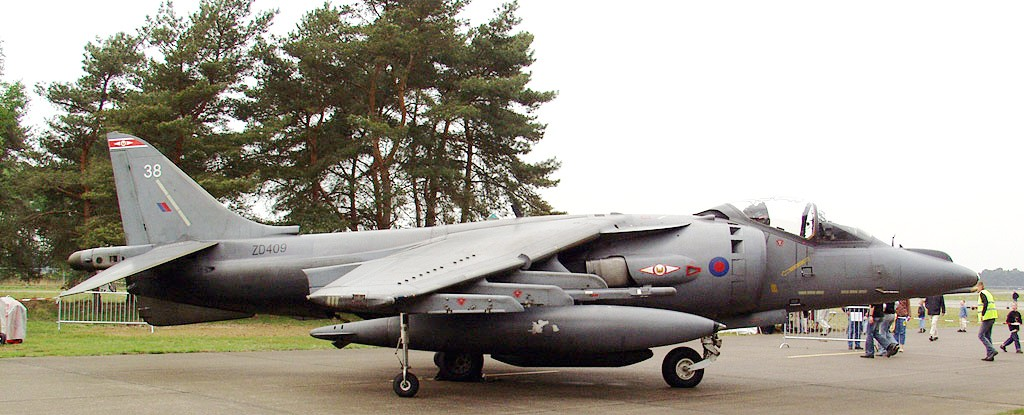
Angol Harrier GR.7

A GR.7 a Night Attack Harrier angol megfelelője, GEC-Marconi 1010 FLIR rendszerrel, éjjellátóval kompatibilis kabinvilágítással, Smiths Industries széles látószögű HUD-dal, korszerűbb, Martin-Baker Type 12 Mk. 2-es katapultüléssel. A LERX hosszát megnövelték. A változat prototípusa 1989. november 20-án repült először, 34 gépet építettek, valamint 54 régebbi GR.5-öt építettek át.

#### GR.9
Továbbfejlesztett fegyverzetű és elektronikájú változat, 60 GR.7-est építettek át, ebből 30 gép hajtóművét korábban korszerűsítették a Pegasus 107 változatra (196 kN tolóerővel, ez a GR.9A változat). Új, MIL 1760 adatbuszt, fedélzeti számítógépet, integrált INS/GPS alapú navigációs rendszert, GPWS-t (Ground Proximity Warning System, földközelségre figyelmeztető rendszer), valamint korszerűsített kabinvilágítást kapott. A fegyverzet jelentősen kibővült, a gépre függeszthető az AIM–132 ASRAAM légi közelharc-, és az aktív lokátoros önirányítású Brimstone földi célok elleni rakéta, a Storm Shadow robotrepülőgép, valamint 16 gépet alkalmassá tették a TIALD felderítő konténer hordozására. Mivel nincsen beépített lokátora, ezért légiharc-képességei korlátozottak, az AIM–120 AMRAAM-ot nem hordozhatja, az ASRAAM rakéták lehetőségeinek teljes kihasználásához szükséges sisakcélzó sincsen rendszeresítve, így a Royal Navy légvédelme, a Sea Harrierek kivonása és az F–35-ösök rendszeresítése között meggyengül, ennek ellensúlyozását a Type 45 rombolók és a rájuk telepített Aster légvédelmi rakétakomplexumokkal tervezik megoldani.

#### T.10, T.12
Kétüléses gyakorlóváltozatok, a T.10 a GR.7-é, a T.12 a GR.9-é. A gépek a TAV–8B-ből lettek kialakítva, az angol avionika beépítésével. Képességeik megegyeznek az együléses gépekével. Az első gép 1994. április 7-én repült, összesen 14 épült, melyeket később átépítettek T.12-vé.

## Fegyverzet
A repülőgép törzsében, mivel eredetileg egy kísérleti repülőgép volt, nem jutott hely gépágyúnak, ezt a törzs alá illeszkedő konténerbe építették, mely egyúttal felhajtóerőt is termel. A Harrier I-esekre két 30 milliméteres ADEN Mk.4 gépágyút szereltek, fegyverenként mindössze 100 lövedékkel. Az AV–8B Harrier II-nél ezt a 25 milliméteres amerikai GAU–12/U Equalizerre cserélték, melynek lőszerjavadalmazása már 300 lövedék volt. Az angol Harrier II-eseken a 30 milliméteres gépágyút az ADEN egy 25 milliméteres változatára cserélték.
A Harrieren öt fegyverfelfüggesztő pontot alakítottak ki, kettőt-kettőt a félszárnyak, egyet a törzs alatt, közülük a belsőkre lehet tüzelőanyag-póttartályokat függeszteni.
A Harrier II-n az új szárnyak alatt már három-három csomópontnak jutott hely, a belső két-két csomópontra lehet póttartályt függeszteni. Az angol és az AV–8B+ korszerűsítési programon átesett amerikai gépeknél a támaszfutók aknáira egy-egy újabb rakéta-indítósínt szereltek, a csomópontok számát kilencre növelve.

### Légiharc-rakéták

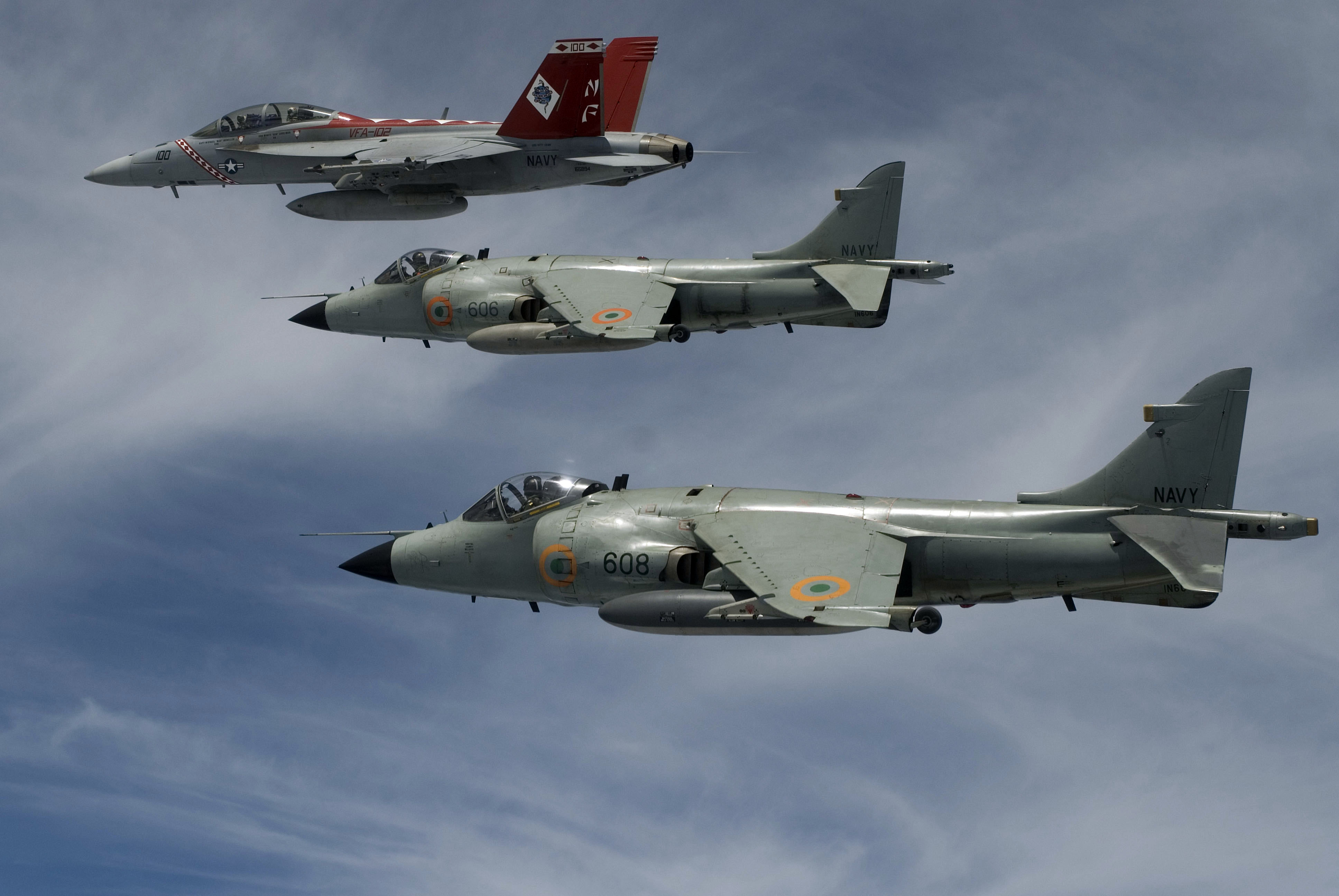
Indiai Harrierek repülnek köteléket az Amerikai Haditengerészet VFA–102 századának F/A–18F Super Hornetjével a Bengáli-öböl felett, a Malabar 07-2 hadgyakorlaton, 2007. szeptember 7-én

Mivel eredetileg csapásmérő repülőgépnek tervezték, légiharc-rakétákat eredetileg nem hordozhatott. Először az amerikai AV–8A-ra függeszthettek AIM–9 Sidewinder rakétákat, a külső csomópontokra egyet-egyet, erre alkalmassá tették az angol Sea Harriereket, majd közvetlenül a Falkland-szigeteki háború előtt a GR.3-asokat is. A háború után a Sea Harrierek új, dupla indítósíneket kaptak, így már összesen négy rakétát hordozhattak. A Sea Harrier FA.2 változatai hordozhatták az AIM–120 AMRAAM rakétákat is, gépenként maximum négy darabot. Az Indiai Haditengerészet teljesen eltérő légiharc-fegyvereket rendszeresített, eredetileg a más gépeken is rendszerben álló francia Matra Magic 2 infravörös önirányítású, majd a gépek 2005-ös korszerűsítése után az izraeli Rafael Derby aktív lokátoros önirányítású légiharc-rakétát állították hadrendbe.
A Harrier II-eseken, dupla indítósíneken maximum négy, a támaszfutó-aknákra felszerelt indítósíneken újabb két AIM–9 hordozására van lehetőség, az AIM–120-at csak az APG–65 lokátorral felszerelt (amerikai gyártású, AV–8B+) gépek hordozhatják. A nagy szögeltérítéssel indítható légi közelharc rakéták közül amerikai gépeken lehetőség van a Sidewinder AIM–9X változatának hordozására, a JHMCS sisakcélzóval együtt, az angol gépeken pedig az AIM–132 ASRAAM állt hadrendbe.

### Földi célok elleni fegyverek
A Harrier földi célok elleni arzenálja eredetileg egyszerű, nem irányított fegyverekből állt, ez később folyamatosan bővült, napjainkban a legtöbb angol és amerikai irányított fegyvert bevetheti. A Harrier GR.1-hez 500 kilogrammos nem irányított bombákat, BL755 kazettás bombákat, SNEB nem irányított rakétákat állítottak rendszerbe. A Falkland-szigeteki háború előtt rendszeresítették az AGM–45 Shrike lokátorromboló rakétát, melyet végül nem vetettek be a háborúban, és Paveway II lézerirányítású bombákat is, melyeket csak külső célmegjelöléssel lehetett alkalmazni. Az amerikai AV–8A repülőgépekhez az ott használt 68 milliméteres FFAR és a 127 milliméteres Zuni nem irányított rakétákat, napalmbombákat és a Rockeye kazettás bombákat rendszeresítették. India a gépeihez hadrendbe állította a Sea Eagle hajók elleni irányított rakétát.
A Harrier II esetében az irányított fegyverzet jelentősen kibővült. Az amerikai AV–8B gépeken rendszerben áll az AGM–65 Maverick földi célok elleni rakéta, hajók ellen az eredetileg tervezett AGM–84 Harpoon helyett, melyet nem integráltak, a Spanyol Haditengerészet az AGM–119 Penguint, az Olasz Haditengerészet a saját Marte 2-t tervezi rendszeresíteni. Az angol GR.9-esek alkalmazhatják a Brimstone aktív lokátoros irányítású földi célok elleni rakétákat (gépenként maximum 9 darabot) és a Strom Shadow robotrepülőgépeket is.

### Egyéb függesztmények
A Harrier belső fegyverfelfüggesztő pontjai alá egy-egy 455 literes tüzelőanyag-póttartályt lehet függeszteni, az amerikai gépekhez jóval nagyobb, 1135 literes tartályokat rendszeresítettek. A Falkland-szigeteki háború után, az 1980-as évek közepén végrehajtott korszerűsítések után vált lehetővé a nagyobb, 854 literes póttartályok hordozása az angol Sea Harriereken.
A Harrier II alkalmas célmegjelölő konténerek alkalmazására is, az amerikai AV–8B-ken az izraeli eredetű Litening II, majd később a Litening ER konténereket rendszeresítették, míg az angol gépek a TIALD konténereket hordozhatják. Az amerikai AV–8B-k az AN/ALQ–126C és az AN/ALQ–164 rádióelektronikai zavarókonténereket hordozhatják.
Az 1990-es években az Egyesült Királyságban felmerült, hogy a gyors, helyből felszálló vadászgépeket fel lehet használni lelőtt pilóták és egyéb, a frontvonalak mögött lévő személyek kiemelésére. Egy, a félszárnyak alá függeszthető konténerbe egy ember tudott hason fekve beszállni. A konténert kipróbálták, de nem rendszeresítették.

## Megrendelő és üzemeltető országok

### Brit Királyi Légierő
Jelenleg a Harriert elsőként rendszeresítő RAF három százada repüli a Harrier GR.9 változatát, az 1., és a 4. (RAF Cottesmore légibázis) és a 20. (RAF Wittering) A gépek Brit Királyi Haditengerészet 800. és 801 századával közös a Joint Force Harrier részeként repülnek.
1970-től a Brit Rajnai Hadsereg alárendeltségében Nyugat-Németországban is állomásoztak Harrierek. A repülőgépek a Varsói szerződés egy esetleges támadása esetén a lehető legközelebbről támogathatták volna a harcoló csapatokat, a frontvonalak közelsége miatt egy pilóta napi hat bevetést is teljesíthetett volna háború esetén. Rendszeresen gyakorlatoztak kisebb tábori repülőterekről, egy századot három repülőtér között szétosztva, ahol a repülőgépeket álcaháló alatt tartották, a felszállást pedig egy 180 méter hosszú, fémlemezekből összeállított ideiglenes futópályáról hajtották végre. Emellett szükség esetén autópálya-szükségrepülőterekről is repülhettek volna bevetéseket. 1981–93 között az 1417 raj hat gépe állomásozott Belizében, a szomszédos Guatemala fenyegetődzése miatt.

### Az Amerikai Egyesült Államok Tengerészgyalogsága
Az Amerikai Egyesült Államok Tengerészgyalogsága a program kezdetétől figyelemmel kísérte a számukra ideálisnak tűnő, a kisebb partraszállító hajók fedélzetéről és gyengén előkészített repülőterekről is üzemeltethető repülőgép fejlesztését, ennek ellenére az elődtípusok fejlesztésében, más haderőnemektől eltérően, nem vett részt. 1968-ban tesztelték először a Harriert, majd 102 AV–8A és 8 TAV–8A vásárlásáról döntöttek. Az ígéretes, de kis teljesítményű, ráadásul nem amerikai gyártású gépeket már a kezdetektől csak átmeneti megoldásnak szánták, emiatt fő kezdeményezői voltak az AV–8B Harrier II fejlesztésének, melyből 1983-tól mintegy 200 darabolt rendszeresítettek. 1979–84 között 47 AV–8A-t építettek át AV–8C változatra, átmeneti megoldásként az AV–8B-k érkezéséig. A gépek részt vettek az öbölháborúban, a délszláv háborúban, az afganisztáni háborúban és az iraki szabadság hadműveletben is.

### Spanyol Haditengerészet

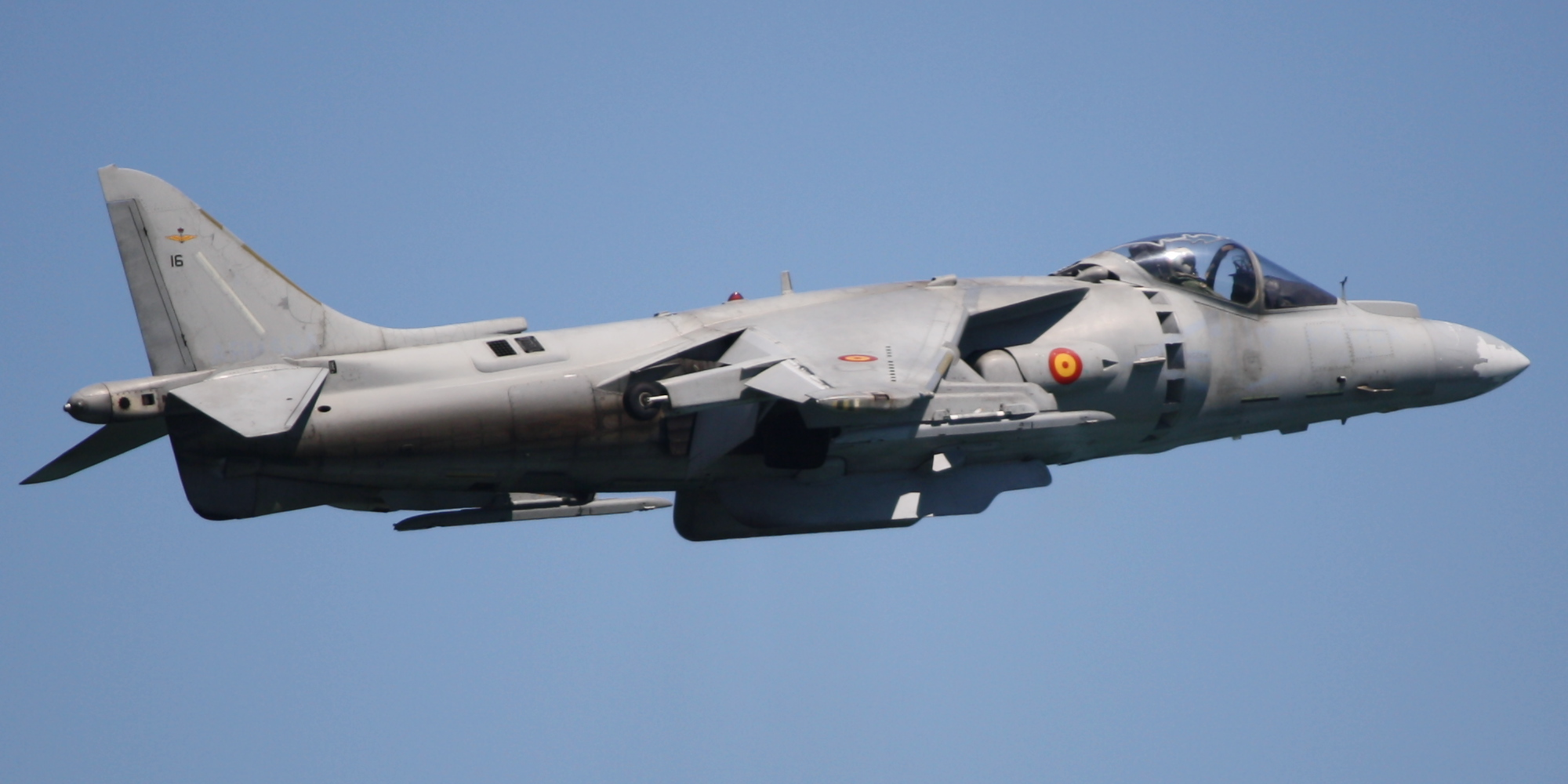
Spanyol AV–8B Harrier II Plus

Spanyolország 1973-ban vásárolt hat együléses AV–8A-t (helyi neve AV–8S vagy VA–1) és 2 kétüléses TAV–8A-t (TAV–8S vagy VAE–1), az Amerikai Haditengerészeten keresztül, mert az Egyesült Királyság nem akart Franco jobboldali diktatúrájának fegyvert szállítani, majd 1980-ban öt újabb AV–8S-t szereztek be. A gépeket a szárazföldi repülőterekről és az ősöreg Dedalo repülőgép-hordozóról, majd 1988-as hadrendbe állítása után az új Príncipe de Asturiasról üzemeltették, melyre újabb repülőgépeket, 12 EAV–8B Harrier II-t, majd további 8 EAV–8B Harrier II Plust vásároltak (melyeket a CASA gyártott le), miközben a megmaradt régi gépeket (hét AV–8S és két TAV–8S) felújítás után Thaiföldnek adták el. A lokátorral felszerelt gépek alkalmazhatják az AGM–119 Penguin hajók elleni rakétát.

### Olasz Haditengerészet
Olaszország számára a második világháború után megtiltották repülőgép-hordozók építését, ezért az 1985-ben hadrendbe állt új zászlóshajót, a Giuseppe Garibaldi tengeralattjáró-elhárító helikopterek hordozására tették alkalmassá. 1989-ben a tilalom megszűntével lehetőség nyílt a hajóról a helyből felszálló repülőgépek alkalmazására, melyeket nem csak szárazföldi csapásmérésre, hanem többfeladatú repülőgépként terveztek alkalmazni, ezért Spanyolországgal és az Amerikai Tengerészgyalogsággal közösen fejlesztették ki a rádiólokátorral is felszerelt AV–8B Harrier II Plus változatot, melyből 16 egy- és két kétülésest vásároltak, melyek közül 13 gépet az Alenia szerelt össze Olaszországban. A gépek a Garibaldi mellett az új zászlóshajón, a nagyobb vízkiszorítású Cavour fedélzetéről is üzemelnek.

### Thai Királyi Haditengerészet
A Thai Királyi Haditengerészet Spanyolországtól vásárolta meg annak hét együléses AV–8S és két kétüléses és TAV–8S repülőgépét, az újonnan épített HTMS Chakri Naruebet könnyű repülőgép-hordozóval együtt, melyet elsősorban a part menti vizek ellenőrzésére tervezték használni. A belső rivalizálással és a folyamatos pénzhiánnyal küszködő haditengerészetnél hajót a magas üzemeltetési költségek miatt ritkán üzemeltetik, a repülőgépek a tartalékalkatrészek hiánya miatt nem repülnek.

### Indiai Haditengerészet
Az Indiai Haditengerészet összesen 22 együléses Mk. 51 (IN601–IN623 lajstromszámmal) és hat kétüléses T. Mk. 60 (IN651–IN656 lajstromszámmal) használt. A legyártott első három gépet (IN603–IN605) 1983. december 13-án szállították le. Az eredetileg megrendelt 16 együléses és három kétüléses gép mellé további hat egy- és három kétüléses gépet vásároltak (két kétülésest 2003-ban használtan, angol T. Mk. 4-esekből átalakítva). A repülőgép bonyolult üzemeltethetősége és az ország adottságai miatt a gépek jelentős része, 12 egy- és két kétüléses gép veszett oda, közülük az IN621 lajstromszámú egy kemény leszállás miatt csak javíthatatlanná vált, nem semmisült meg, ez Goában van kiállítva. Eredetileg az összes gép 300. században szolgált, majd a gépek egy részét a Kiran Mk. II repülőgépeket is repülő 551. kiképzőszázadba osztották be, majd külön a Harrierek számára létrehozták az 552. kiképzőszázadot.
Fegyverzetükbe integrálták a Sea Eagle hajók elleni rakétát, a Magic–2, majd 2005-től a Rafael Derby légiharc-rakétát. A gépek 1999-től estek át nagyjavításon, majd 2005-ben izraeli eredetű avionikát (többek között ELTA EL/M 2032 rádiólokátort) és 20 darab Derby légiharc-rakétát szereztek be. Eredetileg 2010 körül tervezték kivonásukat a hadrendből, váltótípusuk a MiG–29K és a Tejas haditengerészeti változata lett volna, azonban az ezeket hordozó, felújított Vikramaditya (korábban, a Vörös Flottánál Admiral Gorskov) felújítása annyira elhúzódott, hogy 2008-ban a Harrierek újabb korszerűsítését határozták el. A gépek szerkezetét megerősítve újabb 15 naptári évre, akár 2023-ig hadrendben tarthatóak a gépek, bár kétséges, hogy a viszonylag nagyarányú gépveszteséget tudják-e pótolni, hiszen az angol Sea Harriereket 2006-ban kivonták a hadrendből, így nincsen olyan repülőgép, amit használtan megvásárolhatnának.

## Harci alkalmazása és üzemeltetési sajátosságai

### Különleges képességek

#### Fel- és leszállás
Bár a repülőgép köznapi meghatározása „helyből felszálló”, a nekifutás nélküli felszállást a lehető legritkábban alkalmazzák, mert jelentősen csökkenti a repülőgép által szállítható hasznos teher mennyiségét (az AV–8B esetén ez 6000 kg rövid, és csak 1815 kg függőleges felszállásnál), emellett bonyolult és veszélyes, ahonnan pedig fel lehet szállni függőlegesen, ott rendszerint van elég hely a rövid nekifutásra is. Amennyiben nem lehetséges a normál repülőgépként történő felszállás, a rövidített felszállást alkalmazzák, amely hagyományos nekifutással kezdődik, majd a futópálya végén a hiányzó felhajtóerőt a fúvócsövek megfelelő helyzetbe állításával pótolják. A felszállótömeg további növelését teszi lehetővé a síugrósánc alkalmazása. Visszatérés után a már üres repülőgép viszont már képes helyben leszállni, amit például a repülőgép-hordozókról üzemeléskor meg is tesz, így az angol STOVL (Short Take Off, Vertical Landing, azaz Rövid Felszállás, Függőleges Leszállás) kifejezés pontosan írja le az üzemelés jellemző módját.

#### VIFF
A csapásmérő repülőgépnek tervezett Harrier viszonylag gyenge manőverezőképessége ellensúlyozható a tolóerővektor normál repülés közbeni elfordításával, ez a Vectoring In Forward Flight (VIFF, Vektorálás Előre Repülés Közben). Ilyenkor a repülőgép normál repülés közben lefelé fordítja hajtómű fúvócsöveit, mintha lebegne. Ennek kettős eredménye van: egyrészt az emelőerő miatt gép hirtelen emelkedni kezd, másrészt a megszűnő tolóerő miatt nagyon hirtelen lelassul. Légi harcban ez eredményezheti akár azt is, hogy a Harrier üldözöttből üldözővé válik, mert a mögötte repülő ellenséges gép nem tud olyan hirtelen lefékezni. A manővert a gép amerikai berepülése közben Harry Blot százados alkalmazta először, és a Tengerészgyalogság pilótáit kiképezték a végrehajtására, a Pegasus hajtóműveken is módosítottak, hogy alkalmasabb legyen a végrehajtására.

### Kísérleti változatok

#### SCADS
A Shipborne Containerized Air-Defense System (Hajóra Telepített, Konténerizált Légvédelmi Rendszer) a Falkland-szigeteki háború után született javaslat, mely szerint civil konténerszállító hajók számára fejlesztettek volna olyan, konténerekbe épített egységcsomagot, amivel a hajót mindössze két nap alatt át lehetett volna építeni repülőgép-hordozóvá, amely utánpótlás nélkül is alkalmas 30 napos tevékenységre. A megfelelően kialakított konténerekben helyezték volna el tüzelőanyagot, de a legénység lakrészét is, a repülőgépek a konténerek tetejéről üzemelhettek volna.

#### A Skyhook
A repülőgép-hordozókra történő leszállás, különösen viharos tengeren, amikor a fedélzet magassága több métert süllyed vagy emelkedik, nehéz és veszélyes. A Skyhook-rendszer egy átalakított, darura, a gém helyére szerelt elfogóberendezés, melyhez a repülőgép a levegőben, lebegés közben kapcsolódik hozzá, a törzs tetején kialakított horgokkal, majd a daru a repülőgépet fedélzetre helyezi. Ehhez sokkal kisebb hely is elég, mint a hagyományos repülőgép-hordozókon szükséges, így kisebb hajók, akár fregattok is hordozhatnának egy-két Harriert. Az is elképzelhető, hogy a levegőben feltöltsék a repülőgépet tüzelőanyaggal. A British Aerospace az 1980-as évek végén egy átalakított autódaruval és a G–VTOL repülőgéppel tesztelte a rendszert, de megrendelést nem kapott rá.

#### VAAC
A Vectored-thrust Aircraft Advanced Flight Control (Vektorált Tolóerejű Repülőgép Fejlett Irányítórendszere) program a repülőgép irányításának egyszerűsítését tűzte ki célul, mert az eredeti repülőgép a pilóták számára nagyon megterhelő volt. A kétüléses T.2 második prototípusát alakították át 1983-tól a kísérletekhez, a hátsó pilótakabinba új, innovatív kezelőszerveket építve, mely a tervek szerint egyszerűsítette pilóták dolgát. Az első pilótakabint változatlanul hagyták. A kísérletek tapasztalatait a Harriernél már nem, csak a későbbi F–35-ösnél hasznosították.

### Falkland-szigeteki háború

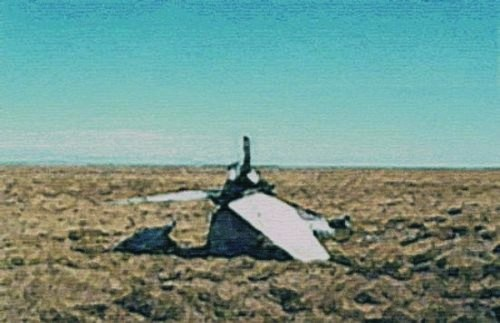
A Goose Greennél május 27-én 35 milliméteres légvédelmi gépágyúval lelőtt XZ998 roncsai

A háborúra a repülőgépeket rohammunkában készítették fel, Angliából két repülőgép-hordozó, a HMS Hermes (a 800. századdal) és a HMS Invincible (a 801. századdal) azonnal útra kelt, a rajtuk települt Sea Harriereket a tengeri út alatt, a hajók fedélzetén korszerűsítették. A francia partok előtt elhajózva folyamatosan gyakorlatoztak a Francia Légierő Mirage III-asai ellen, mert ez volt az Argentin Légierő egyik fő típusa.
A szigetek körüli harcokban a bevetett 28 Sea Harrier 1436 bevetést repült, ennek során 22 argentin repülőgépet és egy helikoptert lőttek le. A gépeket hajók ellen is bevetették, május 9-én elsüllyesztettek egy kémkedést végző argentin halászhajót, 16-án használhatatlanná tettek egy, a szigetekre utánpótlást szállító teherhajót. A GR.3-asok megérkezése előtt szárazföldi célokra is mértek csapásokat, bombázták Port Stanley repülőterének futópályáját, emellett a földön semmisítettek meg számos argentin repülőgépet. Összesen hat repülőgép veszett oda, kettőt az argentin légvédelem lőtt le, 1982. május 4-én az XZ450 lajstromszámú gépet Goose Green közelében légvédelmi ágyúval, június 1-jén az XZ456-ost pedig Port Stanley közelében Roland légvédelmi rakétával. A ZA192 május 24-én a Hermesről történő felszállás közben felrobbant, a ZA174 május 28-án gurulás közben lecsúszott a HMS Invincible jeges fedélzetéről (a pilótát sikerült kimenteni), egy géppár (az XZ452 és az XZ453) pedig május 6-án járőrözés közben eltűnt (valószínűleg összeütköztek).
A RAF Harrier GR.3-asai közül az 1. század 14 gépe ötszöri légi utántöltéssel repült át először a félúton lévő Ascensionra, majd onnan teherhajók érintésével repültek a szigetek közelében lévő repülőgép-hordozókra. A háborúban feladatuk a földi csapatok támogatása volt, elsősorban SNEB nem irányított rakétákat, és BL.755 kazettás bombákat vetettek be. Az utolsó napokban lézerirányítású bombákat is bevetettek, utóbbiakat a helyszínen tartózkodó SAS-egységek célmegjelölését igénybe véve. A repülőgépek alkalmasak voltak AIM–9 Sidewinder légiharc- és AGM–45 Shrike lokátorromboló rakéták hordozására is, de ezeket nem vetették be. Mivel tehetetlenségi navigációs rendszerük nem volt alkalmas a (mozgó) hajóról történő alkalmazásra, ezért a csapásmérő kötelékeket egy-egy Sea Harrier vezette. A háborúban négy GR.3-as veszett oda, az XZ972-t 1982. május 21-én Port Howard közelében Blowpipe kézi légvédelmi rakétával lőtték le, az XZ988-t május 27-én Goose Greennél lőtték le, az XZ963 május 30-án, kézi lőfegyverek találatai miatt a tüzelőanyagából kifogyva, úton a Hermes felé zuhant le. Egy negyedik gép, az XZ989 légvédelmi találat után, tábori repülőtérre történő kemény leszállás során ment tönkre június 8-án, tartalék alkatrésznek használták fel. A 14 Harrier GR.3 összesen 126 bevetést repült.

### Öbölháború
Az öbölháborúban az USMC 86 AV–8B repülőgépe vett részt, két század szárazföldi repülőtérről üzemelt, emellett a USS Saipanról is repültek bevetéseket, a koalíciós légierő bevetéseinek összesen 7,7%-át. Elsősorban hagyományos bombákat dobtak, de OV–10 Bronco és F/A–18D Hornet repülőgépek segítségével lézerirányítású bombákat is alkalmaztak. Öt gép veszett oda, ez viszonylag soknak számít, ennek oka elsősorban a hajtómű és kiömlőnyílásai törzs közepéhez közeli elhelyezkedése volt, az infravörös irányítású rakéták a forró égéstermék-gázok kiáramlási pontjaira vezették magukat, ez a Harriereknél a gép középpontjához közel volt, így az ilyen rakéták találatai rendszerint végzetesnek bizonyultak. Ennek ellenére Norman Schwarzkopf tábornok a Harriert azon kilenc fegyver közé sorolta, melyekkel megnyerték a háborút (a Harrieren kívül az F–117 Nighthawk és az AH–64 Apache volt repülőeszköz).

### Délszláv háború
A RAF Sea Harrier FRS.1-esei 1993 és 1995-ös kivonásuk között járőröztek Bosznia légterében, 1993. április 16-án az XZ498 lajstromszámú (egyébként falklandi veterán) gépet Goražde közelében lőttek le a szerbek Sztrela–2 kézi légvédelmi rakétával, pilótáját, Nick Richardson hadnagyot egy SAS alakulat kiemelte. 1996. február 14-én az XZ 455-ös FA.2 az Adriai-tengerbe zuhant.

### Afganisztáni háború

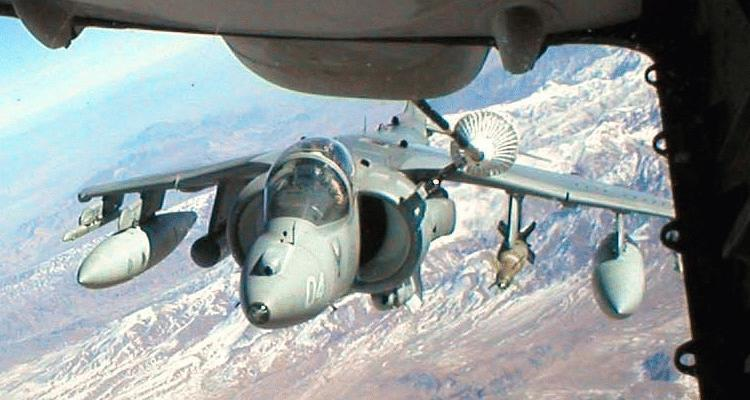
AV–8B Harrier II légi utántöltést vesz fel egy KC–10 Extenderről Afganisztán felett, 2005-ben. A gép törzse alatt az Afganisztánban használt tipikus függesztmények, a törzs alatt Litening célmegjelölő konténer, szárnyai alatt két tüzelőanyag-póttartály, illetve, aszimmetrikusan függesztve, egy lézerirányítású bomba (bal oldalon) és kazettás bombák (jobb oldalon) vannak.

Az afganisztáni háborúban a USMC Harrierjei a kezdeti légitámadásokat a USS Bataan és a USS Peleliu fedélzetéről hajtották végre (hajónként hat gép), 2001. november 3-ától kezdődően. 2002 január–februárjában az Olasz Haditengerészet Giuseppe Garibaldi repülőgép-hordozója, fedélzetén nyolc AV–8B Pulssal is csatlakozott a légi hadművelethez. 2002 folyamán az Indiai-óceánon szolgáló Bataant és Peleliut a USS Bonnhomme Richard és a USS Wasp váltotta le, az utóbbi fedélzetén először érkeztek a térségbe a Litening célmegjelölő konténerekkel felszerelt Harrierek, ezek a gépek már Kandahárba települtek, később Bagramból is repültek bevetéseket.
2004 szeptemberében az angol Operation Herrick keretében először hat, majd nyolc Harrier GR.9 települt Kandahárba. A gépek közül egy 2009. május 14-én a felszállás után lezuhant. A brit Harriereket 2009 nyarán vonták ki Afganisztánból.

### Iraki szabadság hadművelet

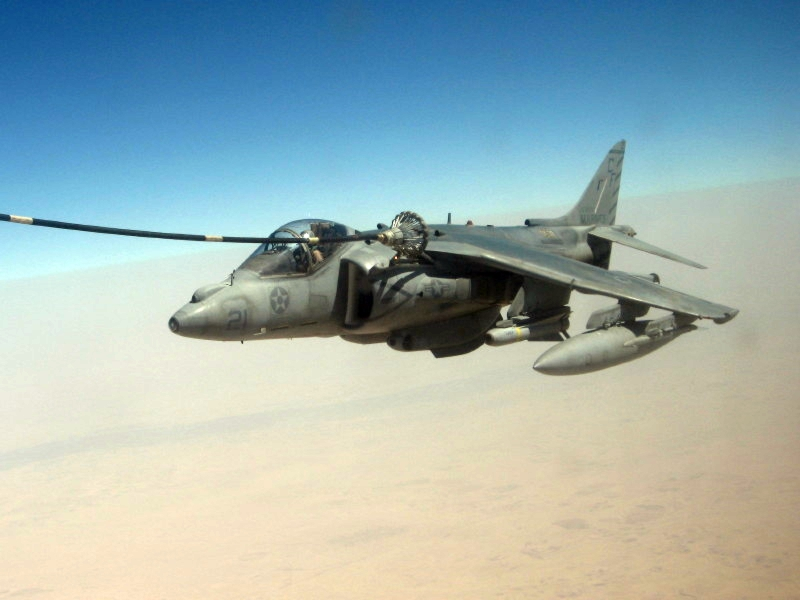
A Tengerészgyalogság AV–8B Night Attack Harrierje légi utántöltés közben, Irak felett. Félszárnya alatt egy AGM–65 Maverick földi célok elleni irányított rakéta és egy tüzelőanyag-póttartály van.

Az Iraki szabadság hadműveletben a USMC 76 Harrierje vett részt, elsősorban partraszállító hajók fedélzetéről (60 gép a USS Bonhomme Richard, a USS Bataan, a USS Tarawa és a USS Nassau fedélzetéről, 16 gép Kuvaitból) bevetve, összesen 2000 bevetést repültek, a háború vége felé, rugalmasságukat kihasználva, egy előretolt repülőteret hoztak létre számukra Bagdad közelében, ahol tüzelőanyaggal tudták a gépeket feltölteni, kiváltva ezzel a bonyolultabb légi utántöltést. Hadrafoghatóságuk elérte a 80%-ot, ami a Harrierek esetében kiemelkedően jó aránynak számít, emellett egy gép sem veszett oda. A gépek már a Litening ER konténerekkel felszerelve harcoltak, nem csak az önálló célmegjelölésre lettek képesek, de a konténer kamerájának képét át tudták játszani a földi csapatoknak is, ami nagy segítséget jelentett. A háborúban 18 angol Harrier GR.7-est is bevetettek, két ezredbe szervezve, szintén a USMC alárendeltségében.